# Liste der technischen Denkmale im Landkreis Sächsische Schweiz-Osterzgebirge (A–E)
Die Liste der technischen Denkmale im Landkreis Sächsische Schweiz-Osterzgebirge enthält die Technischen Denkmale im Landkreis Sächsische Schweiz-Osterzgebirge.
Diese Liste ist eine Teilliste der Liste der Kulturdenkmale in Sachsen. Aufgrund der großen Anzahl von technischen Denkmalen ist die Liste nach den Anfangsbuchstaben der Gemeinden, in denen sich das jeweilige Denkmal befindet, aufgeteilt in die
- Liste der technischen Denkmale im Landkreis Sächsische Schweiz-Osterzgebirge (A–E)
- Liste der technischen Denkmale im Landkreis Sächsische Schweiz-Osterzgebirge (F–N)
- Liste der technischen Denkmale im Landkreis Sächsische Schweiz-Osterzgebirge (O–Z)

## Legende
- Bild: Bild des Kulturdenkmals, ggf. zusätzlich mit einem Link zu weiteren Fotos des Kulturdenkmals im Medienarchiv Wikimedia Commons. Wenn man auf das Kamerasymbol klickt, können Fotos zu Kulturdenkmalen aus dieser Liste hochgeladen werden:
- Bezeichnung: Denkmalgeschützte Objekte und ggf. Bauwerksname des Kulturdenkmals
- Lage: Straßenname und Hausnummer oder Flurstücknummer des Kulturdenkmals. Die Grundsortierung der Liste erfolgt nach dieser Adresse. Der Link (Karte) führt zu verschiedenen Kartendiensten mit der Position des Kulturdenkmals. Fehlt dieser Link, wurden die Koordinaten noch nicht eingetragen. Sind diese bekannt, können sie über ein Tool mit einer Kartenansicht einfach nachgetragen werden. In dieser Kartenansicht sind Kulturdenkmale ohne Koordinaten mit einem roten bzw. orangen Marker dargestellt und können durch Verschieben auf die richtige Position in der Karte mit Koordinaten versehen werden. Kulturdenkmale ohne Bild sind an einem blauen bzw. roten Marker erkennbar.
- Datierung: Baubeginn, Fertigstellung, Datum der Erstnennung oder grobe zeitliche Einordnung entsprechend des Eintrags in der sächsischen Denkmaldatenbank
- Beschreibung: Kurzcharakteristik des Kulturdenkmals entsprechend des Eintrags in der sächsischen Denkmaldatenbank, ggf. ergänzt durch die dort nur selten veröffentlichten Erfassungstexte oder zusätzliche Informationen
- ID: Vom Landesamt für Denkmalpflege Sachsen vergebene, das Kulturdenkmal eindeutig identifizierende Objekt-Nummer. Der Link führt zum PDF-Denkmaldokument des Landesamtes für Denkmalpflege Sachsen. Bei ehemaligen Kulturdenkmalen können die Objektnummern unbekannt sein und deshalb fehlen bzw. die Links von aus der Datenbank entfernten Objektnummern ins Leere führen. Ein ggf. vorhandenes Icon  führt zu den Angaben des Kulturdenkmals bei Wikidata.

## Altenberg, Stadt
| Bild                                    | Bezeichnung | Lage                         | Datierung | Beschreibung | ID       |
| --------------------------------------- | --- | ---------------------------- | --- | --- | -------- |
| Direkt Bild zu diesem Denkmal hochladen | Schwarzer Teich; Bergbaumonumente Altenberg (Sachgesamtheit)                                                         | Altenberg (Karte)            | 15. Jahrhundert (Teich) | Einzeldenkmal o. g. Sachgesamtheit: Teich (siehe auch Sachgesamtheitsdokument obj 09303383); bergbauhistorischer Kontext | 09277912 |
| Direkt Bild zu diesem Denkmal hochladen | Quergraben; Bergbaumonumente Altenberg (Sachgesamtheit)                                                              | Altenberg (Karte)            | 1550–1559 (Wassergraben) | Einzeldenkmal o. g. Sachgesamtheit: Wassergraben (siehe auch Sachgesamtheitsdokument obj 09303383); bergbauhistorischer Kontext | 09277911 |
| Direkt Bild zu diesem Denkmal hochladen | Aschergraben und Horngraben; Bergbaumonumente Altenberg (Sachgesamtheit)                                             | Altenberg (Karte)            | 1452–1458 (Wassergraben) | Einzeldenkmal o. g. Sachgesamtheit: Wassergraben (siehe auch Sachgesamtheitsdokument obj 09303383); bergbauhistorischer Kontext. | 09277910 |
| Direkt Bild zu diesem Denkmal hochladen | Neugraben; Bergbaumonumente Altenberg (Sachgesamtheit)                                                               | Altenberg (Karte)            | 1550–1559 (Wassergraben) | Einzeldenkmal o. g. Sachgesamtheit: Wassergraben (siehe auch Sachgesamtheitsdokument obj 09303383); bergbauhistorischer Kontext | 09277909 |
| Direkt Bild zu diesem Denkmal hochladen | Galgenteiche; Bergbaumonumente Altenberg (Sachgesamtheit)                                                            | Altenberg (Karte)            | 1545 (Kleiner Galgenteich); 1553 (Großer Galgenteich) | Einzeldenkmal o. g. Sachgesamtheit: Großer und Kleiner Galgenteich (siehe auch Sachgesamtheitsdokument obj. 09303383); bergbauhistorisch von Bedeutung, zudem landschaftsbildprägend | 09277907 |
| Direkt Bild zu diesem Denkmal hochladen | Altenberger Binge; Bergbaumonumente Altenberg (Sachgesamtheit)                                                       | Altenberg                    | 1620 (Binge) | Einzeldenkmal der Sachgesamtheit Bergbaumonumente Altenberg: Binge (siehe auch Sachgesamtheitsliste -Obj. 09303383); Bergbaukontext, landschaftsprägend, besondere historische Bedeutung | 09277681 |
| Direkt Bild zu diesem Denkmal hochladen | Müglitztalbahn (Sachgesamtheit)                                                                                      | Altenberg (Karte)            | 1935–1938 (Eisenbahnanlage); 1985–1991 (Anschlussstellwerk Heizwerk); 1935–1938 (Sachgesamtheitsbestandteil)                                                               | Sachgesamtheitsbestandteil der Sachgesamtheit Müglitztalbahn, Teilabschnitt Altenberg, OT Altenberg, mit den Einzeldenkmalen: Bahnhof Kurort Altenberg mit Stellwerk und Lok-Bahnhof (siehe Einzeldenkmalliste -Obj. 09277672) sowie den Sachgesamtheitsteilen: Haltepunkt Geisingberg-Sprungschanze (ehemals) und das Anschlussstellwerk Heizwerk sowie mit dem Gleiskörper (siehe auch Sachgesamtheitsliste, Gemeinde Heidenau -Obj. 09221668); Sachgesamtheit mit Hochbauten und Ingenieurbauten sowie den erhaltenen Zeugnissen der alten Schmalspurbahn in den Gemeinden Heidenau (OT Heidenau), Dohna (OT Dohna, Köttwitz), Müglitztal (OT Weesenstein, Burkhardtswalde, Mühlbach), Liebstadt (OT Großröhrsdorf), Glashütte (OT Bärenhecke, OT Cunnersdorf, Schlottwitz, Neudörfel, Dittersdorf, Glashütte), Altenberg (OT Bärenstein, Altenberg, Geising, Lauenstein), singuläre Anlage von überregionaler geschichtlicher Bedeutung | 09302512 |
| Direkt Bild zu diesem Denkmal hochladen | Bergbaumonumente Altenberg (Sachgesamtheit)                                                                          | Altenberg (Karte)            | 1401–1973 (Bergbauanlage) | Sachgesamtheit Bergbaumonumente Altenberg mit den Einzeldenkmalen: 1. Altenberger Binge (siehe obj 09277681, keine Straßenangabe), 2. Ehemalige III. Zinnwäsche (siehe obj09277918, Mühlenstraße, bei Nr. 2), 3. Neubeschert-Glück-Stolln (siehe obj 09277914, Mühlenstraße, bei Nr. 2), 4. Naumannmühle; IV. Zwitterstocks gewerkschaftliche Wäsche (später) (siehe obj 09277913, Mühlenstraße 2), 5. Vereinigt Feld im Zwitterstock zu Altenberg -Rothe Zecher Treibeschacht (siehe obj 09277926, Bergarbeitersiedlung), 6. Überhaun 32 (siehe obj 09277925, Bergarbeitersiedlung), 7. Vereinigt Feld im Zwitterstock zu Altenberg (siehe obj 09277924, Bergarbeitersiedlung), 8. Überhaun 20 (siehe obj 09277923, Bergarbeitersiedlung), 9. Vereinigt Feld im Zwitterstock zu Altenberg -Römerschacht (siehe obj 09277928, Römerstraße), 10. Arno-Lippmann-Schacht (siehe obj 09277900, Zinnwalder Straße 5); 11. Schwarzer Teich (siehe obj 09277912, keine Straßenangabe), | 09303383 |
| Direkt Bild zu diesem Denkmal hochladen | Müglitztalbahn (Sachgesamtheit); Bahnhof Altenberg                                                                   | Altenberg (Karte)            | 1923 (Personenbahnhof); 1938 (Empfangsgebäude); 1938 (Lokschuppen); 1938 (Stellwerk)                                                                                       | Einzeldenkmale der Sachgesamtheit Müglitztalbahn, Teilabschnitt Altenberg, OT Altenberg: Empfangsgebäude mit Güterboden, Gleiskörper, zwei Häuschen im Gleisbereich, zwei hölzerne Schuppen (davon einer ehemals Empfangsgebäude der Schmalspurbahn) gegenüber vom Empfangsgebäude, Bahnsteige, zwei Bahnsteigschilder, Lokschuppen und Wasserspeicher, Stellwerk und Wasserkran des Altenberger Bahnhofs (siehe auch Sachgesamtheitsliste, OT Altenberg -Obj. 09302512); zeitgenössische Heimatstil-Architektur, Endpunkt der denkmalpflegerischen Sachgesamtheit Müglitztalbahn, eisenbahngeschichtlich, ortsgeschichtlich und verkehrsgeschichtlich von Bedeutung | 09277672 |
| Direkt Bild zu diesem Denkmal hochladen | Vereinigt Feld im Zwitterstock zu Altenberg -Rothe Zecher Treibeschacht; Bergbaumonumente Altenberg (Sachgesamtheit) | Altenberg (Karte)            | 1954 (Wetterhaus); 1793 (Schacht) | Einzeldenkmal der Sachgesamtheit: Wetterhaus (siehe auch Sachgesamtheitsdokument obj 09303383); technisches Denkmal | 09277926 |
| Direkt Bild zu diesem Denkmal hochladen | Überhaun 32; Bergbaumonumente Altenberg (Sachgesamtheit)                                                             | Altenberg (Karte)            | 1972–1973 (Schachthaus) | Einzeldenkmal der Sachgesamtheit: Schachthaus (siehe auch Sachgesamtheitsdokument obj 09303383); technisches Denkmal | 09277925 |
| Direkt Bild zu diesem Denkmal hochladen | Vereinigt Feld im Zwitterstock zu Altenberg -Bergbaumonumente Altenberg (Sachgesamtheit)                             | Altenberg (Karte)            | 1793 (Pulverhaus) | Einzeldenkmal der Sachgesamtheit: Pulverhaus; (siehe Sachgesamtheitsdokument obj 09303383), technisches Denkmal | 09277924 |
| Direkt Bild zu diesem Denkmal hochladen | Überhaun 20; Bergbaumonumente Altenberg (Sachgesamtheit)                                                             | Altenberg (Karte)            | 1966 (Schachtgebäude) | Einzeldenkmal der Sachgesamtheit: Schachthaus (siehe auch Sachgesamtheitsdokument obj 09303383); technisches Denkmal | 09277923 |
| Direkt Bild zu diesem Denkmal hochladen | Kursächsische Postmeilensäulen (Sachgesamtheit)                                                                      | Altenberg (Karte)            | bezeichnet 1722, Kopie (Postdistanzsäule) | Postmeilensäule; Kopie einer Distanzsäule, verkehrsgeschichtlich von Bedeutung | 09277669 |
| Direkt Bild zu diesem Denkmal hochladen | Königlich-Sächsische Meilensteine (Sachgesamtheit)                                                                   | Altenberg (Karte)            | bezeichnet 1860 (Meilenstein) | Meilenstein; verkehrshistorisch von Bedeutung | 09277668 |
| Direkt Bild zu diesem Denkmal hochladen | Trübestolln; Bergbaumonumente Altenberg (Sachgesamtheit)                                                             | Altenberg (Karte)            | 1961–1964 (Stollen) | Einzeldenkmal o. g. Sachgesamtheit: Stolln, zu 3. Zinnwäsche gehörend (von 3. Wäsche nach Norden) (siehe auch Sachgesamtheitsdokument Obj. 09303383); technikgeschichtliche Relevanz | 09277945 |
| Direkt Bild zu diesem Denkmal hochladen | Naumannmühle; IV. Zwitterstocks gewerkschäftliche Wäsche (später); Bergbaumonumente Altenberg (Sachgesamtheit)       | Altenberg (Karte)            | 1577 erste urkundliche Erwähnung (Mühle) | Einzeldenkmal der Sachgesamtheit: Ehemalige Mühle mit Inventar, einschließlich des Grabsteins Fincke (siehe auch Sachgesamtheitsdokument obj 09303383); in Fachwerkund Blockbauweise, ortsgeschichtlich und technikgeschichtlich sowie architektonisch bedeutsam, seit 1957 technische Schauanlage | 09277913 |
| Direkt Bild zu diesem Denkmal hochladen | Gedenkstein | Altenberg (Karte)            | 1858 (Gedenkstein) | zur Erinnerung an den an diesem Ort 1458 fündig gewordenen Zinnbergbau, ortsgeschichtlich von Bedeutung | 09277916 |
| Direkt Bild zu diesem Denkmal hochladen | Schwärtzels Mühle; III. Zinnwäsche; Bergbaumonumente Altenberg (Sachgesamtheit)                                      | Altenberg (Karte)            | 16. Jahrhundert (Gebäudeteil) | Einzeldenkmal der Sachgesamtheit: ehemalige III. Zinnwäsche (siehe auch Sachgesamtheitsdokument obj 09303383); ortsgeschichtlich bedeutsam | 09277918 |
| Direkt Bild zu diesem Denkmal hochladen | Bergbaumonumente Altenberg (Sachgesamtheit)                                                                          | Altenberg (Karte)            | 1811 (Markscheidestein) | Einzeldenkmal o. g. Sachgesamtheit: Markscheidestein und sieben weitere Steinmale aus dem Altenberger Zinnbergbau (siehe auch Sachgesamtheitsdokument obj 09303383); bergbaugeschichtliche Relevanz | 09277915 |
| Direkt Bild zu diesem Denkmal hochladen | Neubeschert-Glück-Stolln; Bergbaumonumente Altenberg (Sachgesamtheit)                                                | Altenberg (Karte)            | ab 1802, stillgelegt 1849 (Stollen) | Einzeldenkmal der Sachgesamtheit: Stollen mit beweglichen Denkmalen und Gleis (siehe auch Sachgesamtheitsdokument obj 09303383); seit 1971 Museums-Schaustollen | 09277914 |
| Direkt Bild zu diesem Denkmal hochladen | Meridianstein | Altenberg (Karte)            | bezeichnet 1851 (Meridianstein) | bergbauhistorischer Kontext | 09277682 |
| Direkt Bild zu diesem Denkmal hochladen | Walkteiche; Bergbaumonumente Altenberg (Sachgesamtheit)                                                              | Altenberg (Karte)            | 16. Jahrhundert (Teich) | Einzeldenkmal o. g. Sachgesamtheit: 2 Walkteiche (siehe auch Sachgesamtheitsdokument obj 09303383); bergbauhistorischer Kontext | 09277908 |
| Direkt Bild zu diesem Denkmal hochladen | Vereinigt Feld im Zwitterstock zu Altenberg -Römerschacht; Bergbaumonumente Altenberg (Sachgesamtheit)               | Altenberg (Karte)            | 1848 (Treibehaus); abgeteuft 1837–55 (Schacht) | Einzeldenkmal der Sachgesamtheit: Reste des Treibehauses und Schachtanlage des Römerschachtes (siehe auch Sachgesamtheitsdokument obj 09303383); ortsgeschichtliche und industriegeschichtliche Bedeutung | 09277928 |
| Direkt Bild zu diesem Denkmal hochladen | Transformatorenhäuschen                                                                                              | Altenberg (Karte)            | 1930er oder 1950er Jahre (Transformatorenstation) | technisches Denkmal | 09277691 |
| Direkt Bild zu diesem Denkmal hochladen | Schinderbrücke | Altenberg (Karte)            | bezeichnet 1790 (Straßenbrücke) | Bogenbrücke; technisches Denkmal | 09277849 |
| Direkt Bild zu diesem Denkmal hochladen | Meridianstein | Altenberg (Karte)            | bezeichnet 1851 (oder schon 1832) | bergbauhistorischer Kontext | 09277802 |
| Direkt Bild zu diesem Denkmal hochladen | Arno-Lippmann-Schacht; Bergbaumonumente Altenberg (Sachgesamtheit)                                                   | Altenberg (Karte)            | 1952–1963 (Schachtgebäude) | Einzeldenkmal der Sachgesamtheit: Schachtgebäude mit Fördermaschinengebäude (mit Fördermaschine) und Pfortentrakt, davor Bergmannsplastik, und weiteres Gebäude des Lippmannschachtes (siehe auch Sachgesamtheitsdokument obj o9303383); besondere geschichtliche Bedeutung | 09277900 |
| Direkt Bild zu diesem Denkmal hochladen | Steinbogenbrücke über die Kleine Biela                                                                               | Bärenstein (Karte)           | bezeichnet 1850 (Straßenbrücke) | technikgeschichtlich und verkehrsgeschichtlich von Bedeutung | 09278707 |
| Direkt Bild zu diesem Denkmal hochladen | Müglitztalbahn (Sachgesamtheit)                                                                                      | Bärenstein (Karte)           | 1937–1938 (Eisenbahnanlage); 1936 (Eisenbahnwagen); 1937 (Brücke km 25,842); vermutlich um 1938 (Brücke km 24,255); 1937–1938 (Sachgesamtheitsbestandteil)                 | Sachgesamtheitsbestandteil der Sachgesamtheit Müglitztalbahn, Teilabschnitt Altenberg, OT Bärenstein, mit den Einzeldenkmalen: Haltepunkt Bärenstein mit Anschlussstellwerk Förderverein Müglitztalbahn sowie Reisezugwagen (siehe Einzeldenkmalliste OT Bärenstein -Obj. 09278692) sowie den Sachgesamtheitsteilen: Brücke Bielebach (km 24,255), Müglitzbrücke (km 25,842; HSO über NN 428), Anschlussstellwerk Bärensteiner Holzverarbeitung GmbH, Durchlass Werkgraben (km 26,68) und Durchlass Werkgraben (km 27,15) sowie mit dem Gleiskörper (siehe auch Sachgesamtheitsliste, Gemeinde Heidenau -Obj. 09221668); Sachgesamtheit mit Hochbauten und Ingenieurbauten sowie den erhaltenen Zeugnissen der alten Schmalspurbahn in den Gemeinden Heidenau (OT Heidenau), Dohna (OT Dohna, Köttwitz), Müglitztal (OT Weesenstein, Burkhardtswalde, Mühlbach), Liebstadt (OT Großröhrsdorf), Glashütte (OT Bärenhecke, OT Cunnersdorf, Schlottwitz, Neudörfel, Dittersdorf, Glashütte), Altenberg (OT Bärenstein, Altenberg, Geising, Lauenstein), singuläre Anlage von überregionaler geschichtlicher Bedeutung | 09302501 |
| Direkt Bild zu diesem Denkmal hochladen | Steinbogenbrücke über den Dorfbach                                                                                   | Bärenstein (Karte)           | 2. Hälfte 19. Jahrhundert (Straßenbrücke) | baugeschichtlich von Bedeutung | 09278704 |
| Direkt Bild zu diesem Denkmal hochladen | Wegestein | Bärenstein (Karte)           | 19. Jahrhundert (Wegestein) | verkehrsgeschichtlich von Bedeutung | 09278695 |
| Direkt Bild zu diesem Denkmal hochladen | Wasserhaus eines Hochbehälters                                                                                       | Bärenstein (Karte)           | bezeichnet 1903 (Wasserversorgungsund Abwasseranlage) | technikgeschichtlich von Bedeutung | 09278682 |
| Direkt Bild zu diesem Denkmal hochladen | Kursächsische Postmeilensäulen (Sachgesamtheit)                                                                      | Bärenstein (Karte)           | bezeichnet 1734 (Postdistanzsäule) | Postmeilensäule; Distanzsäule, verkehrs- und regionalgeschichtlich von Bedeutung | 09278656 |
| Direkt Bild zu diesem Denkmal hochladen | Müglitztalbahn (Sachgesamtheit); Bahnhof Bärenstein                                                                  | Bärenstein (Karte)           | 1938 (Empfangsgebäude); um 1940 (Güterschuppen); um 1890 (Wasserstation)                                                                                                   | Einzeldenkmale der Sachgesamtheit Müglitztalbahn, Teilabschnitt Altenberg, OT Bärenstein: Bahnhofsgebäude, Weichenhäuschen, Anschlussstellwerk Förderverein Müglitztalbahn und Wasserstation mit Wasserkran sowie der Gleiskörper mit allen übrigen Hochbauten (siehe auch Sachgesamtheitsliste, OT Bärenstein -Obj. 09302501); Bahnhof ortsgeschichtlich und verkehrsgeschichtlich von Bedeutung | 09278692 |
| Direkt Bild zu diesem Denkmal hochladen | Königlich-Sächsische Meilensteine (Sachgesamtheit)                                                                   | Bärenstein (Karte)           | 19. Jahrhundert (Meilenstein) | Meilenstein; zum Kilometerstein umgearbeitet, verkehrsgeschichtlich von Bedeutung | 09278693 |
| Direkt Bild zu diesem Denkmal hochladen | Gasthof Huthaus | Bärenstein (Karte)           | Kern 1785 entstanden (Gasthaus); 1. Hälfte 19. Jahrhundert (Gasthaus) | Ehemaliges Huthaus (ohne seitliche Anbauten); Obergeschoss Fachwerk, orts- und bergbaugeschichtlich von Bedeutung, war von 1785 bis 1864 Hutund Bethaus | 09278690 |
| Direkt Bild zu diesem Denkmal hochladen | Wegestein | Falkenhain (Karte)           | bezeichnet 1871 (Wegestein) | verkehrsgeschichtlich von Bedeutung | 09277941 |
| Direkt Bild zu diesem Denkmal hochladen | Silberstolln | Fürstenau (Karte)            | | Silberstollen, Schaubergwerk (1 km westlich der Ortsmitte); ortsgeschichtlich und technikgeschichtlich von Bedeutung | 09277512 |
| Direkt Bild zu diesem Denkmal hochladen | Hartmannmühle | Fürstenau (Karte)            | nach 1800, erwähnt aber schon 17. Jahrhundert (Mühle) | Wohnmühlenhaus (Obergeschoss Fachwerk) mit Technik und Wasserbau (Wehr und Graben) sowie Seitengebäude; hochgradig ursprünglich erhalten bzw. wiederhergestellt, architektonische, technikgeschichtliche und ortshistorische Bedeutung | 09277538 |
| Direkt Bild zu diesem Denkmal hochladen | Wegestein | Fürstenwalde (Karte)         | 19. Jahrhundert (Wegestein) | verkehrsgeschichtlich von Bedeutung | 09277536 |
| Direkt Bild zu diesem Denkmal hochladen | Kursächsische Postmeilensäulen (Sachgesamtheit)                                                                      | Fürstenwalde (Karte)         | bezeichnet 1729 (Halbmeilensäule) | Postmeilensäule; Halbmeilensäule, verkehrsgeschichtlich von Bedeutung | 09277535 |
| Direkt Bild zu diesem Denkmal hochladen | Transformatorenturm und Oberleitungsmast aus der Zeit der Elektrifizierung                                           | Fürstenwalde (Karte)         | 1920er Jahre (Transformatorenstation) | Seltenheitswert | 09277519 |
| Direkt Bild zu diesem Denkmal hochladen | Wegestein | Fürstenwalde (Karte)         | 19. Jahrhundert (Wegestein) | verkehrsgeschichtlich von Bedeutung | 09277534 |
| Direkt Bild zu diesem Denkmal hochladen | Müglitztalbahn (Sachgesamtheit)                                                                                      | Geising (Karte)              | 1936–1938 (Eisenbahnanlage); 1936–1938 (km 31,8); 1937–1983 (Brücke Rotes Wasser km 32,893); 1938 (Eisenbahnübergang Wirtschaftsweg); um 1939 (2 Signalfundamente km 32,1) | Sachgesamtheitsbestandteil der Sachgesamtheit Müglitztalbahn, Teilabschnitt Altenberg, OT Geising, mit den Einzeldenkmalen: Haltepunkt Geising mit Güterschuppen (siehe Einzeldenkmalliste -Obj. 09277487), Tunnel Geising (km 32,278) (siehe Einzeldenkmalliste -Obj. 09302510), Brücke Geising (km 32,532) (siehe Einzeldenkmalliste -Obj. 09302511) sowie den Sachgesamtheitsteilen: Anschlussstellwerk Sächsische Hartsteinwerke (km 30,87, HSO über NN 537), Anschlussstellwerk Getreidelager Dittrich (km 32,7), Stützmauer (km 31,8), Brücke Rotes Wasser (km 32,893), zwei Signalfundamente (km 32,1) und Eisenbahnübergang Wirtschaftsweg (km 33,390) sowie mit dem Gleiskörper (siehe Sachgesamtheitsliste, Gemeinde Heidenau -Obj. 09221668); Sachgesamtheit mit Hochbauten und Ingenieurbauten sowie den erhaltenen Zeugnissen der alten Schmalspurbahn in den Gemeinden Heidenau (OT Heidenau), Dohna (OT Dohna, Köttwitz), Müglitztal (OT Weesenstein, Burkhardtswalde, Mühlbach), Liebstadt (OT Großröhrsdorf), Glashütte (OT Bärenhecke, Cunnersdorf, Schlottwitz, Neudörfel, Dittersdorf, Glashütte) und Altenberg (OT Bärenstein, Altenberg, Geising, Lauenstein), singuläre Anlage von überregionaler geschichtlicher Bedeutung | 09302509 |
| Direkt Bild zu diesem Denkmal hochladen | Müglitztalbahn (Sachgesamtheit); Geisingtunnel                                                                       | Geising (Karte)              | 12. Oktober 1935 – 1936 (Eisenbahntunnel) | Einzeldenkmal der Sachgesamtheit Müglitztalbahn, Teilabschnitt Altenberg, OT Geising: Tunnel Geising (siehe auch Sachgesamtheitsliste -Obj. 09302509); ortsgeschichtlich und verkehrsgeschichtlich von Bedeutung | 09302510 |
| Direkt Bild zu diesem Denkmal hochladen | Müglitztalbahn (Sachgesamtheit); Brücke Geising                                                                      | Geising (Karte)              | 5. Oktober 1936 – 31. Juli 1937 (Eisenbahnbrücke) | Einzeldenkmal der Sachgesamtheit, Teilabschnitt Altenberg, OT Geising: Brücke Geising (siehe auch Sachgesamtheitsliste, OT Geising -Obj. 09302509); ortsgeschichtlich und verkehrsgeschichtlich von Bedeutung | 09302511 |
| Direkt Bild zu diesem Denkmal hochladen | Bruchstein-Bogenbrücke                                                                                               | Geising (Karte)              | 19. Jahrhundert (Straßenbrücke) | baugeschichtlich und technikgeschichtlich von Bedeutung | 09277494 |
| Direkt Bild zu diesem Denkmal hochladen | Müglitztalbahn (Sachgesamtheit); Bahnhof Geising                                                                     | Geising (Karte)              | im Kern 1890 (Empfangsgebäude); 1938 ff. (Stellwerk); 1939 (Güterschuppen)                                                                                                 | Einzeldenkmale der Sachgesamtheit Müglitztalbahn, Teilabschnitt Altenberg, OT Geising: Empfangsgebäude, Bahnwärterhaus, Güterschuppen, Wirtschaftsgebäude und Stellwerk des Bahnhofs Geising (siehe auch Sachgesamtheitsliste, OT Geising -Obj. 09302509); eisenbahngeschichtlich, ortsgeschichtlich und verkehrsgeschichtlich von Bedeutung | 09277487 |
| Direkt Bild zu diesem Denkmal hochladen | Zwitterstocks Tiefer Erbstolln                                                                                       | Geising (Karte)              | | Mundloch von Zwitterstocks Tiefer Erbstolln; ortsgeschichtlich und technikgeschichtlich von Bedeutung | 09277507 |
| Direkt Bild zu diesem Denkmal hochladen | Bruchstein-Bogenbrücke                                                                                               | Geising (Karte)              | 19. Jahrhundert (Straßenbrücke) | baugeschichtlich von Bedeutung | 09277503 |
| Direkt Bild zu diesem Denkmal hochladen | Bruchstein-Bogenbrücke                                                                                               | Geising (Karte)              | 19. Jahrhundert (Straßenbrücke) | baugeschichtlich von Bedeutung | 09277505 |
| Direkt Bild zu diesem Denkmal hochladen | Kämpfemühle | Geising (Karte)              | | Bauliche Hülle und Ausstattungsstücke einer kleinen Papiermühle (Hutmanufaktur); technikgeschichtlich von Bedeutung | 09277516 |
| Direkt Bild zu diesem Denkmal hochladen | Kursächsische Postmeilensäulen (Sachgesamtheit)                                                                      | Geising (Karte)              | bezeichnet 1734 (Postdistanzsäule) | Postmeilensäule; Kopie einer Distanzsäule, verkehrsgeschichtlich und regionalgeschichtlich von Bedeutung | 09277441 |
| Direkt Bild zu diesem Denkmal hochladen | Wegestein | Geising (Karte)              | 19. Jahrhundert (Wegestein) | verkehrsgeschichtlich von Bedeutung | 09277511 |
| Direkt Bild zu diesem Denkmal hochladen | Wasserpumpstation | Geising (Karte)              | wahrscheinlich 1930er Jahre (Wasserversorgungsund Abwasseranlage) | technikgeschichtlich von Bedeutung | 09277501 |
| Direkt Bild zu diesem Denkmal hochladen | Bruchstein-Bogenbrücke                                                                                               | Geising (Karte)              | 19. Jahrhundert, renoviert (Straßenbrücke) | baugeschichtlich und technikgeschichtlich von Bedeutung | 09277496 |
| Direkt Bild zu diesem Denkmal hochladen | Petzoldmühle | Geising (Karte)              | bezeichnet 1750 (Mühle) | Mühlengebäude mit Graben und Wehr sowie Wappen im Haustür-Schlussstein; baugeschichtlich und ortsgeschichtlich von Bedeutung | 09277497 |
| Direkt Bild zu diesem Denkmal hochladen | Wohnstallhaus (ohne Anbau) daneben Feuerwehrgerüst                                                                   | Gottgetreu (Karte)           | 1. Hälfte 19. Jahrhundert (Wohnstallhaus) | weitgehend im ursprünglichen Aussehen erhalten, u. a. baugeschichtliche Bedeutung | 09277541 |
| Direkt Bild zu diesem Denkmal hochladen | Bergbaumonumente Hirschsprung (Sachgesamtheit)                                                                       | Hirschsprung                 | | Einzeldenkmal o. g. Sachgesamtheit: Markscheidestein mit Zwitterstockzeichen des Bergwerks Altenberg (siehe auch Sachgesamtheitsdokument -Obj. 09303405) | 09278400 |
| Direkt Bild zu diesem Denkmal hochladen | Bergbaumonumente Hirschsprung (Sachgesamtheit)                                                                       | Hirschsprung                 | | Einzeldenkmal o. g. Sachgesamtheit: Reste von Fundgruben und Stollen (siehe auch Sachgesamtheitsdokument -Obj. 09303405) | 09278399 |
| Direkt Bild zu diesem Denkmal hochladen | Rühlings Zwittermühle; Bergbaumonumente Hirschsprung (Sachgesamtheit)                                                | Hirschsprung                 | vermutlich 16. Jahrhundert (Bergbauanlagenteil) | Einzeldenkmal der Sachgesamtheit: Mauerreste und Pochsteine mit Zwischenstockzeichen (siehe auch Sachgesamtheitsdokument -Obj. 09303405) | 09278398 |
| Direkt Bild zu diesem Denkmal hochladen | Sägegatter | Hirschsprung (Karte)         | 1907 (Sägegatter) | technisches Denkmal | 09278403 |
| Direkt Bild zu diesem Denkmal hochladen | Weißeritztalbahn (Sachgesamtheit)                                                                                    | Kipsdorf, Kurort (Karte)     | 1934 (Eisenbahnanlage) | Sachgesamtheitsbestandteil der Sachgesamtheit Weißeritztalbahn, Teilabschnitt Altenberg, OT Kurort Kipsdorf mit folgenden Einzeldenkmalen: Bahnhof Kipsdorf mit Empfangshalle, Stellwerk, Fahrdienstleitergebäude und Wasserkran, drei Eisenbahnerhäuser und Lokschuppen (siehe Einzeldenkmalliste, OT Kurort Kipsdorf -Obj. 09301549, siehe auch Sachgesamtheitsliste, Gemeinde Freital, OT Hainsberg -Obj. 09301531); Sachgesamtheit mit Gleiskörper (Sachgesamtheitsteile), Technik und allen Hochbauten sowie Brücken der Weißeritztalbahn in den Gemeinden Freital (OT Hainsberg), Rabenau (OT Rabenau, Lübau, Spechtritz, Oelsa), Dippoldiswalde (OT Malter, Dippoldiswalde, Ulberndorf), Schmiedeberg (OT Obercarsdorf, Schmiedeberg, Naundorf) und Altenberg (OT Oberbärenburg, Kurort Kipsdorf), bedeutendes Denkmal der sächsischen Verkehrsgeschichte, eine der ältesten Schmalspurbahnen Deutschlands, von geschichtlichem, wissenschaftlichdokumentarischem, landschaftsgestaltendem sowie Seltenheitswert | 09301548 |
| Direkt Bild zu diesem Denkmal hochladen | Weißeritztalbahn (Sachgesamtheit)                                                                                    | Kipsdorf, Kurort (Karte)     | 1934 (Eisenbahnanlage) | Sachgesamtheitsbestandteil der Sachgesamtheit Weißeritztalbahn, Teilabschnitt Altenberg, OT Kurort Kipsdorf mit folgenden Einzeldenkmalen: Bahnhof Kipsdorf mit Empfangshalle, Stellwerk, Fahrdienstleitergebäude und Wasserkran, drei Eisenbahnerhäuser und Lokschuppen (siehe Einzeldenkmalliste, OT Kurort Kipsdorf -Obj. 09301549, siehe auch Sachgesamtheitsliste, Gemeinde Freital, OT Hainsberg -Obj. 09301531); Sachgesamtheit mit Gleiskörper (Sachgesamtheitsteile), Technik und allen Hochbauten sowie Brücken der Weißeritztalbahn in den Gemeinden Freital (OT Hainsberg), Rabenau (OT Rabenau, Lübau, Spechtritz, Oelsa), Dippoldiswalde (OT Malter, Dippoldiswalde, Ulberndorf), Schmiedeberg (OT Obercarsdorf, Schmiedeberg, Naundorf) und Altenberg (OT Oberbärenburg, Kurort Kipsdorf), bedeutendes Denkmal der sächsischen Verkehrsgeschichte, eine der ältesten Schmalspurbahnen Deutschlands, von geschichtlichem, wissenschaftlichdokumentarischem, landschaftsgestaltendem sowie Seltenheitswert | 09301548 |
| Direkt Bild zu diesem Denkmal hochladen | Weißeritztalbahn (Sachgesamtheit); Bahnhof Kipsdorf                                                                  | Kipsdorf, Kurort (Karte)     | 1934 (Empfangsgebäude); vor 1900 (Eisenbahnerhäuser); 1920er Jahre (Lokschuppen); 1930er Jahre (Wandmalerei)                                                               | Einzeldenkmale der Sachgesamtheit Weißeritztalbahn, Teilabschnitt Altenberg, OT Kurort Kipsdorf: Bahnhof Kipsdorf mit Empfangsgebäude, Stellwerk, Fahrdienstleitergebäude und Wasserkran, drei Eisenbahnerhäuser und Lokschuppen (siehe auch Sachgesamtheitsliste, OT Kurort Kipsdorf -Obj. 09301548); von geschichtlichem, wissenschaftlichdokumentarischem, landschaftsgestaltendem sowie Seltenheitswert | 09301549 |
| Direkt Bild zu diesem Denkmal hochladen | Weißeritztalbahn (Sachgesamtheit); Bahnhof Kipsdorf                                                                  | Kipsdorf, Kurort (Karte)     | 1934 (Empfangsgebäude); vor 1900 (Eisenbahnerhäuser); 1920er Jahre (Lokschuppen); 1930er Jahre (Wandmalerei)                                                               | Einzeldenkmale der Sachgesamtheit Weißeritztalbahn, Teilabschnitt Altenberg, OT Kurort Kipsdorf: Bahnhof Kipsdorf mit Empfangsgebäude, Stellwerk, Fahrdienstleitergebäude und Wasserkran, drei Eisenbahnerhäuser und Lokschuppen (siehe auch Sachgesamtheitsliste, OT Kurort Kipsdorf -Obj. 09301548); von geschichtlichem, wissenschaftlichdokumentarischem, landschaftsgestaltendem sowie Seltenheitswert | 09301549 |
| Direkt Bild zu diesem Denkmal hochladen | Weißeritztalbahn (Sachgesamtheit)                                                                                    | Kipsdorf, Kurort (Karte)     | 1934 (Eisenbahnanlage) | Sachgesamtheitsbestandteil der Sachgesamtheit Weißeritztalbahn, Teilabschnitt Altenberg, OT Kurort Kipsdorf mit folgenden Einzeldenkmalen: Bahnhof Kipsdorf mit Empfangshalle, Stellwerk, Fahrdienstleitergebäude und Wasserkran, drei Eisenbahnerhäuser und Lokschuppen (siehe Einzeldenkmalliste, OT Kurort Kipsdorf -Obj. 09301549, siehe auch Sachgesamtheitsliste, Gemeinde Freital, OT Hainsberg -Obj. 09301531); Sachgesamtheit mit Gleiskörper (Sachgesamtheitsteile), Technik und allen Hochbauten sowie Brücken der Weißeritztalbahn in den Gemeinden Freital (OT Hainsberg), Rabenau (OT Rabenau, Lübau, Spechtritz, Oelsa), Dippoldiswalde (OT Malter, Dippoldiswalde, Ulberndorf), Schmiedeberg (OT Obercarsdorf, Schmiedeberg, Naundorf) und Altenberg (OT Oberbärenburg, Kurort Kipsdorf), bedeutendes Denkmal der sächsischen Verkehrsgeschichte, eine der ältesten Schmalspurbahnen Deutschlands, von geschichtlichem, wissenschaftlichdokumentarischem, landschaftsgestaltendem sowie Seltenheitswert | 09301548 |
| Direkt Bild zu diesem Denkmal hochladen | Weißeritztalbahn (Sachgesamtheit)                                                                                    | Kipsdorf, Kurort (Karte)     | 1934 (Eisenbahnanlage) | Sachgesamtheitsbestandteil der Sachgesamtheit Weißeritztalbahn, Teilabschnitt Altenberg, OT Kurort Kipsdorf mit folgenden Einzeldenkmalen: Bahnhof Kipsdorf mit Empfangshalle, Stellwerk, Fahrdienstleitergebäude und Wasserkran, drei Eisenbahnerhäuser und Lokschuppen (siehe Einzeldenkmalliste, OT Kurort Kipsdorf -Obj. 09301549, siehe auch Sachgesamtheitsliste, Gemeinde Freital, OT Hainsberg -Obj. 09301531); Sachgesamtheit mit Gleiskörper (Sachgesamtheitsteile), Technik und allen Hochbauten sowie Brücken der Weißeritztalbahn in den Gemeinden Freital (OT Hainsberg), Rabenau (OT Rabenau, Lübau, Spechtritz, Oelsa), Dippoldiswalde (OT Malter, Dippoldiswalde, Ulberndorf), Schmiedeberg (OT Obercarsdorf, Schmiedeberg, Naundorf) und Altenberg (OT Oberbärenburg, Kurort Kipsdorf), bedeutendes Denkmal der sächsischen Verkehrsgeschichte, eine der ältesten Schmalspurbahnen Deutschlands, von geschichtlichem, wissenschaftlichdokumentarischem, landschaftsgestaltendem sowie Seltenheitswert | 09301548 |
| Direkt Bild zu diesem Denkmal hochladen | Weißeritztalbahn (Sachgesamtheit); Bahnhof Kipsdorf                                                                  | Kipsdorf, Kurort (Karte)     | 1934 (Empfangsgebäude); vor 1900 (Eisenbahnerhäuser); 1920er Jahre (Lokschuppen); 1930er Jahre (Wandmalerei)                                                               | Einzeldenkmale der Sachgesamtheit Weißeritztalbahn, Teilabschnitt Altenberg, OT Kurort Kipsdorf: Bahnhof Kipsdorf mit Empfangsgebäude, Stellwerk, Fahrdienstleitergebäude und Wasserkran, drei Eisenbahnerhäuser und Lokschuppen (siehe auch Sachgesamtheitsliste, OT Kurort Kipsdorf -Obj. 09301548); von geschichtlichem, wissenschaftlichdokumentarischem, landschaftsgestaltendem sowie Seltenheitswert | 09301549 |
| Direkt Bild zu diesem Denkmal hochladen | Weißeritztalbahn (Sachgesamtheit)                                                                                    | Kipsdorf, Kurort (Karte)     | 1934 (Eisenbahnanlage) | Sachgesamtheitsbestandteil der Sachgesamtheit Weißeritztalbahn, Teilabschnitt Altenberg, OT Kurort Kipsdorf mit folgenden Einzeldenkmalen: Bahnhof Kipsdorf mit Empfangshalle, Stellwerk, Fahrdienstleitergebäude und Wasserkran, drei Eisenbahnerhäuser und Lokschuppen (siehe Einzeldenkmalliste, OT Kurort Kipsdorf -Obj. 09301549, siehe auch Sachgesamtheitsliste, Gemeinde Freital, OT Hainsberg -Obj. 09301531); Sachgesamtheit mit Gleiskörper (Sachgesamtheitsteile), Technik und allen Hochbauten sowie Brücken der Weißeritztalbahn in den Gemeinden Freital (OT Hainsberg), Rabenau (OT Rabenau, Lübau, Spechtritz, Oelsa), Dippoldiswalde (OT Malter, Dippoldiswalde, Ulberndorf), Schmiedeberg (OT Obercarsdorf, Schmiedeberg, Naundorf) und Altenberg (OT Oberbärenburg, Kurort Kipsdorf), bedeutendes Denkmal der sächsischen Verkehrsgeschichte, eine der ältesten Schmalspurbahnen Deutschlands, von geschichtlichem, wissenschaftlichdokumentarischem, landschaftsgestaltendem sowie Seltenheitswert | 09301548 |
| Direkt Bild zu diesem Denkmal hochladen | Weißeritztalbahn (Sachgesamtheit); Bahnhof Kipsdorf                                                                  | Kipsdorf, Kurort (Karte)     | 1934 (Empfangsgebäude); vor 1900 (Eisenbahnerhäuser); 1920er Jahre (Lokschuppen); 1930er Jahre (Wandmalerei)                                                               | Einzeldenkmale der Sachgesamtheit Weißeritztalbahn, Teilabschnitt Altenberg, OT Kurort Kipsdorf: Bahnhof Kipsdorf mit Empfangsgebäude, Stellwerk, Fahrdienstleitergebäude und Wasserkran, drei Eisenbahnerhäuser und Lokschuppen (siehe auch Sachgesamtheitsliste, OT Kurort Kipsdorf -Obj. 09301548); von geschichtlichem, wissenschaftlichdokumentarischem, landschaftsgestaltendem sowie Seltenheitswert | 09301549 |
| Direkt Bild zu diesem Denkmal hochladen | Weißeritztalbahn (Sachgesamtheit); Bahnhof Kipsdorf                                                                  | Kipsdorf, Kurort (Karte)     | 1934 (Empfangsgebäude); vor 1900 (Eisenbahnerhäuser); 1920er Jahre (Lokschuppen); 1930er Jahre (Wandmalerei)                                                               | Einzeldenkmale der Sachgesamtheit Weißeritztalbahn, Teilabschnitt Altenberg, OT Kurort Kipsdorf: Bahnhof Kipsdorf mit Empfangsgebäude, Stellwerk, Fahrdienstleitergebäude und Wasserkran, drei Eisenbahnerhäuser und Lokschuppen (siehe auch Sachgesamtheitsliste, OT Kurort Kipsdorf -Obj. 09301548); von geschichtlichem, wissenschaftlichdokumentarischem, landschaftsgestaltendem sowie Seltenheitswert | 09301549 |
| Direkt Bild zu diesem Denkmal hochladen | Müglitztalbahn (Sachgesamtheit)                                                                                      | Lauenstein (Karte)           | 1936–1938 (Eisenbahnanlage); 1936–1938 (km 30,5); 1936–1938 (km 31,1); 1937 (km 27,645); 1937 (km 27,803); 1937–1938 (km 28,226); 1938 (km 29,440)                         | Sachgesamtheitsbestandteil der Sachgesamtheit Müglitztalbahn, Teilabschnitt Altenberg, OT Lauenstein, mit den Einzeldenkmalen: Haltepunkt Lauenstein (siehe Einzeldenkmalliste -Obj. 09278927) und Haltepunkt Hartmannmühle (siehe Einzeldenkmalliste -Obj. 09302507) sowie den Sachgesamtheitsteilen: Müglitzbrücke (km 27,645, HSO über NN 455), Eisenbahnübergang (km 27,803), Müglitzbrücke (km 28,226), Anschlussstellwerk BHG Lauenstein (km 28,4), Bahnübergang Bahnhofstraße (km 28,6; HSO über NN 472,5), Stützmauer (km 30,5), Stützmauer (km 31,1) und Brücke Rotes Wasser (km 29,440, HSO über NN 495) sowie mit dem Gleiskörper (siehe auch Sachgesamtheitsliste, Gemeinde Heidenau -Obj. 09221668); Sachgesamtheit mit Hochbauten und Ingenieurbauten sowie den erhaltenen Zeugnissen der alten Schmalspurbahn in den Gemeinden Heidenau (OT Heidenau), Dohna (OT Dohna, Köttwitz), Müglitztal (OT Weesenstein, Burkhardtswalde, Mühlbach), Liebstadt (OT Großröhrsdorf), Glashütte (OT Bärenhecke, Cunnersdorf, Schlottwitz, Neudörfel, Dittersdorf, Glashütte) und Altenberg (OT Bärenstein, Altenberg, Geising, Lauenstein), singuläre Anlage von überregionaler geschichtlicher Bedeutung                                        | 09302503 |
| Direkt Bild zu diesem Denkmal hochladen | Müglitztalbahn (Sachgesamtheit); Haltepunkt Hartmannmühle                                                            | Lauenstein (Karte)           | | Einzeldenkmal der Sachgesamtheit Müglitztalbahn, Teilabschnitt Altenberg, OT Lauenstein: Haltepunkt Hartmannmühle (siehe auch Sachgesamtheitsliste, OT Lauenstein -Obj. 09302503); eisenbahngeschichtlich, ortsgeschichtlich und verkehrsgeschichtlich von Bedeutung | 09302507 |
| Direkt Bild zu diesem Denkmal hochladen | Müglitztalbahn (Sachgesamtheit); Bahnhof Lauenstein                                                                  | Lauenstein (Karte)           | 1890 (Schmalspur); 1935–1938 (Regelspur); 1938 (Empfangsgebäude) | Einzeldenkmale der Sachgesamtheit Müglitztalbahn, Teilabschnitt Altenberg, OT Lauenstein: Empfangsgebäude des Bahnhofs Lauenstein, mit hölzernem Güterschuppen (siehe auch Sachgesamtheitsliste, OT Lauenstein -Obj. 09302503); eisenbahngeschichtlich, ortsgeschichtlich und technikgeschichtlich von Bedeutung | 09278927 |
| Direkt Bild zu diesem Denkmal hochladen | Königlich-Sächsische Meilensteine (Sachgesamtheit)                                                                   | Lauenstein (Karte)           | bezeichnet 1859 (Meilenstein) | Meilenstein; mit Kronen und Entfernungsangaben (Kilometerstein), verkehrsgeschichtlich von Bedeutung | 09278928 |
| Direkt Bild zu diesem Denkmal hochladen | Halber Mühlstein (mit Inschrifttafel)                                                                                | Lauenstein (Karte)           | | technikgeschichtlich von Bedeutung | 09278961 |
| Direkt Bild zu diesem Denkmal hochladen | Wegestein | Lauenstein (Karte)           | 19. Jahrhundert (Wegestein) | verkehrsgeschichtlich von Bedeutung | 09278981 |
| Direkt Bild zu diesem Denkmal hochladen | Kursächsische Postmeilensäulen (Sachgesamtheit)                                                                      | Liebenau (Karte)             | bezeichnet 1729 (Viertelmeilenstein) | Postmeilensäule; Kopie eines Viertelmeilensteins, verkehrsgeschichtlich von Bedeutung | 09304932 |
| Direkt Bild zu diesem Denkmal hochladen | Wegestein | Liebenau (Karte)             | 19. Jahrhundert (Wegestein) | verkehrsgeschichtlich von Bedeutung | 09277552 |
| Direkt Bild zu diesem Denkmal hochladen | Bruchsteinbogenbrücke                                                                                                | Liebenau (Karte)             | 19. Jahrhundert (Straßenbrücke) | Bruchsteinbogenbrücke | 09277558 |
| Direkt Bild zu diesem Denkmal hochladen | Wegestein | Liebenau (Karte)             | 19. Jahrhundert (Wegestein) | gedrungene Säule, seltener Bautyp, verkehrsgeschichtlich von Bedeutung | 09277548 |
| Direkt Bild zu diesem Denkmal hochladen | Wegestein | Liebenau (Karte)             | 19. Jahrhundert (Wegestein) | seltener Bautyp, verkehrsgeschichtlich von Bedeutung | 09277547 |
| Direkt Bild zu diesem Denkmal hochladen | Weißeritztalbahn (Sachgesamtheit)                                                                                    | Oberbärenburg (Karte)        | | Sachgesamtheitsbestandteil der Sachgesamtheit Weißeritztalbahn, Teilabschnitt Altenberg, OT Oberbärenburg, ohne Einzeldenkmale, nur Streckenverlauf (siehe auch Sachgesamtheitsliste, Gemeinde Freital, OT Hainsberg -Obj. 09301531); Sachgesamtheit mit Gleiskörper (Sachgesamtheitsteile), Technik und allen Hochbauten sowie Brücken der Weißeritztalbahn in den Gemeinden Freital (OT Hainsberg), Rabenau (OT Rabenau, Lübau, Spechtritz, Oelsa), Dippoldiswalde (OT Malter, Dippoldiswalde, Ulberndorf), Schmiedeberg (OT Obercarsdorf, Schmiedeberg, Naundorf) und Altenberg (OT Oberbärenburg, Kurort Kipsdorf), bedeutendes Denkmal der sächsischen Verkehrsgeschichte, eine der ältesten Schmalspurbahnen Deutschlands, von geschichtlichem, wissenschaftlichdokumentarischem, landschaftsgestaltendem sowie Seltenheitswert | 09304220 |
| Direkt Bild zu diesem Denkmal hochladen | Wegestein | Oberbärenburg (Karte)        | 19. Jahrhundert (Wegestein) | verkehrsgeschichtlich von Bedeutung | 09277892 |
| Direkt Bild zu diesem Denkmal hochladen | Transformatorenhäuschen                                                                                              | Oberbärenburg (Karte)        | 1930er Jahre (Transformatorenstation) | mit Anklängen an den zeitgenössischen Heimatstil | 09277891 |
| Direkt Bild zu diesem Denkmal hochladen | Kalkstollen | Rehefeld-Zaunhaus (Karte)    | ab 1600, bis 1910 (Stollen) | ca. 200 m lang, zum Teil Binge, bergbaugeschichtlich von Bedeutung | 09277813 |
| Direkt Bild zu diesem Denkmal hochladen | Transformatorenhäuschen                                                                                              | Rehefeld-Zaunhaus (Karte)    | 1930er Jahre (Transformatorenstation) | technisches Denkmal | 09277803 |
| Direkt Bild zu diesem Denkmal hochladen | Putzmühle | Schellerhau (Karte)          | nach 1800 (Mühle) | Wohnmühlenhaus und Reste des Wasserbaues; Wohnhaus Obergeschoss Fachwerk, ortshistorische Bedeutung | 09278090 |
| Direkt Bild zu diesem Denkmal hochladen | Bergbaumonumente Zinnwald (Sachgesamtheit)                                                                           | Zinnwald-Georgenfeld (Karte) | | Sachgesamtheit Bergbaumonumente Zinnwald mit folgenden Einzeldenkmalen: ehemalige Erzwäsche mit Verwaltungsgebäude und Baracke (siehe Einzeldenkmalliste -Obj. 09277747, Geisingstraße 12, 14, 16), Einfahrtshaus, Zechenhaus, zwei weitere Gebäude sowie die technische und bewegliche Ausrüstung des Tiefen Bünaustollens, davor Bruchsteinbogenbrücke (siehe Einzeldenkmalliste -Obj. 09277740, Goetheweg 4, 6, 8) und ehemalige Zinnwäsche (siehe Einzeldenkmalliste -Obj. 09277733, Rosengrund 5, 7, 9); ortsgeschichtlich und bergbautechnisch von Bedeutung | 09301895 |
| Direkt Bild zu diesem Denkmal hochladen | Transformatorenstation                                                                                               | Zinnwald-Georgenfeld (Karte) | 1916 (Transformatorenstation) | bergbau- und technikgeschichtlich von Bedeutung | 09277702 |
| Direkt Bild zu diesem Denkmal hochladen | Huthaus Reicher Trost                                                                                                | Zinnwald-Georgenfeld (Karte) | 1756 (Huthaus); bezeichnet 1673 (Grenzstein) | Huthaus; stattliches Fachwerkgebäude, davor Kopie eines farbig gefassten Grenzsteins, baugeschichtlich, ortshistorisch und bergbaugeschichtlich von Bedeutung | 09277703 |
| Direkt Bild zu diesem Denkmal hochladen | Erzwäsche (ehem.); Bergbaumonumente Zinnwald (Sachgesamtheit)                                                        | Zinnwald-Georgenfeld (Karte) | nach 1910 (Bergbauanlagenteil) | Einzeldenkmale der Sachgesamtheit Bergbaumonumente Zinnwald: Ehemalige Erzwäsche mit Verwaltungsgebäude und Baracke (siehe auch Sachgesamtheitsdokument Obj. 09301895); als Ensemble optisch gekennzeichnet durch Rustizierung der Öffnungen, ortsgeschichtlich und bergbautechnisch von Bedeutung | 09277747 |
| Direkt Bild zu diesem Denkmal hochladen | Tiefer Bünaustolln; Bergbaumonumente Zinnwald (Sachgesamtheit)                                                       | Zinnwald-Georgenfeld (Karte) | 1917 (Zechenhaus); Stollen in Betrieb 1686–1945 (Schacht); nach 1900 (Nebengebäude); nach 1900 (Wohnhaus)                                                                  | Einzeldenkmale der Sachgesamtheit Bergbaumonumente Zinnwald: Einfahrtshaus, Zechenhaus und zwei weitere Gebäude sowie die technische und bewegliche Ausrüstung des Tiefen Bünaustollns, davor Bruchsteinbogenbrücke (siehe auch Sachgesamtheitsdokument Obj. 09301895); ortsgeschichtlich und bergbautechnisch von Bedeutung | 09277740 |
| Direkt Bild zu diesem Denkmal hochladen | Vereinigt Zwitterfeld zu Zinnwald -Pelswäsche (ehem.); Bergbaumonumente Zinnwald (Sachgesamtheit)                    | Zinnwald-Georgenfeld (Karte) | um 1900 (Erzwäsche) | Einzeldenkmale der Sachgesamtheit Bergbaumonumente Zinnwald: ehemalige Zinnwäsche (siehe auch Sachgesamtheitsliste -Obj. 09301895); weitgehend ursprünglich im Aussehen erhalten, ortsgeschichtlich und bergbautechnisch von Bedeutung | 09277733 |
| Direkt Bild zu diesem Denkmal hochladen | Grumbtmühle | Zinnwald-Georgenfeld (Karte) | ca. 1910 (Sägegatter) | Sägegatter; technikgeschichtlich von Bedeutung | 09278867 |

## Bad Gottleuba-Berggießhübel, Stadt
| Bild                                    | Bezeichnung                                                                            | Lage                          | Datierung | Beschreibung | ID       |
| --------------------------------------- | -------------------------------------------------------------------------------------- | ----------------------------- | --- | --- | -------- |
| Direkt Bild zu diesem Denkmal hochladen | Wegestein und Sockel einer älteren Säule                                               | Bad Gottleuba, Kurort (Karte) | 19. Jahrhundert (Wegestein) | Kopie von 1993, Schriftspiegel stilistisch verändert, verkehrsgeschichtlich von Bedeutung | 09224781 |
| Direkt Bild zu diesem Denkmal hochladen | Wegestein                                                                              | Bad Gottleuba, Kurort (Karte) | 19. Jahrhundert (Wegestein) | ehemals zwei Einschüsse an der Südseite, verkehrsgeschichtlich von Bedeutung | 09304616 |
| Direkt Bild zu diesem Denkmal hochladen | Sechs Wegesteine                                                                       | Bad Gottleuba, Kurort         | | verkehrsgeschichtlich von Bedeutung | 09304617 |
| Direkt Bild zu diesem Denkmal hochladen | Wegestein                                                                              | Bad Gottleuba, Kurort (Karte) | 19. Jahrhundert (Wegestein) | verkehrsgeschichtlich von Bedeutung | 09304619 |
| Direkt Bild zu diesem Denkmal hochladen | Wegestein                                                                              | Bad Gottleuba, Kurort (Karte) | 19. Jahrhundert (Wegestein) | verkehrsgeschichtlich von Bedeutung | 09304621 |
| Direkt Bild zu diesem Denkmal hochladen | Max-Bähr-Mühle                                                                         | Bad Gottleuba, Kurort (Karte) | 1908 (Mühle); 1868 (Wohnhaus); 1927 (Wohn- und Wirtschaftsgebäude); 1908 (Aspirateur); 1908 (Bürstenmaschine) | Mühlgebäude, damit verbundenes Wohn- und Wirtschaftsgebäude, Wohnhaus, hölzerner Funktionsbau (Sägemühle) sowie Mühlentechnik einer ehemaligen Getreide- und Sägemühle mit Bäckerei; Mühlgebäude mit Schmuckfachwerk (1908), Wohn- und Wirtschaftsgebäude mit Schmuckfachwerk (1927), Wohnhaus mit Schmuckfachwerk, im Türsturz bezeichnet 1868, eine der bedeutsamsten historischen Mühlen in der Sächsischen Schweiz, baugeschichtlich, ortsgeschichtlich und technikgeschichtlich von Bedeutung | 09223400 |
| Direkt Bild zu diesem Denkmal hochladen | Transformatorenturm (mit Gedenkinschrift)                                              | Bad Gottleuba, Kurort (Karte) | bezeichnet 1913 (Transformatorenstation); 1913 (Gedenktafel) | Trafohaus im Reformstil der Zeit um 1910, Erinnerungsmal an die hier stattgefundenen Kämpfe von 1813, baugeschichtlich, technikgeschichtlich und ortsgeschichtlich von Bedeutung | 09300085 |
| Direkt Bild zu diesem Denkmal hochladen | Klinik Bad Gottleuba (Sachgesamtheit)                                                  | Bad Gottleuba, Kurort (Karte) | 1909–1914, Erste Bauperiode (Krankenhausbestandteil); 1914–1945, Zweite Bauperiode (Krankenhausbestandteil); 1909–1914, Erste Bauperiode (Kurhaus); 1914–1945, Zweite Bauperiode (östl. Gebäude); 1914-194, Zweite Bauperiode (Kulturhaus) | Einzeldenkmale der Sachgesamtheit Klinik Bad Gottleuba: Stationshäuser 1, 2, 3, 4/5, 6, 7, 8 (jetzt Wohnhaus), 9, 10, 11, 12, 13, Haus 16 (Gebäudekomplex Kurmittelhaus, ehem. Centralbad), Haus 17, Haus 22, Gebäudegruppe Haus 25 im Nordosten, westlich davon Kesselund Maschinenhaus mit Schornstein, Haus 27 (Kurverwaltung), Haus 28 (Klinikschule), Haus 29 (sog. Kulturhaus), Haus 31 (Kegelbahn), Haus 32 (Pforte), Transformatorenhaus nördlich vom Kulturhaus, Wasserturm im Norden und Wasserwerk im Westen der Parkanlage sowie Fußgängerbrücke im Park und Zufahrtsbrücke über die Gottleuba (siehe auch Sachgesamtheitsliste -Obj. 09223348, gleiche Anschrift); Haus 18 -21 sind Neubauten, eindrucksvolle Gesamtanlage der ehemaligen Heilstätte der Landesversicherungsanstalt mit pavillonartig am Hang gruppiertem Bautenensemble, baugeschichtlich, kulturgeschichtlich, ortsgeschichtlich und ortsbildprägend von Bedeutung | 09302657 |
| Direkt Bild zu diesem Denkmal hochladen | Kursächsische Postmeilensäulen (Sachgesamtheit)                                        | Bad Gottleuba, Kurort (Karte) | bezeichnet 1727 (Postdistanzsäule) | Postmeilensäule; Kopie einer Distanzsäule, verkehrsgeschichtlich von Bedeutung | 09223281 |
| Direkt Bild zu diesem Denkmal hochladen | Kalkofen                                                                               | Bad Gottleuba, Kurort (Karte) | 19. Jahrhundert (Kalkofen) | Bruchsteinmauerwerk mit Eckquaderung, baugeschichtlich und technikgeschichtlich von Bedeutung | 09223384 |
| Direkt Bild zu diesem Denkmal hochladen | Wegestein                                                                              | Bad Gottleuba, Kurort (Karte) | bezeichnet 1824; erneuert (Wegestein) | eine der ältesten datierten Wegesäulen der Sächsischen Schweiz, verkehrsgeschichtlich von Bedeutung | 09223409 |
| Direkt Bild zu diesem Denkmal hochladen | Bahrmühle; Zimmermannmühle (später)                                                    | Bahra (Karte)                 | um 1820 (Mühle) | Mühlenwohnhaus und Scheune eines ehemaligen Mühlenanwesens; ehemalige Mahl- und Ölmühle, Lohstampfe und Mühlenwohnhaus, Schneidemühle mit Landwirtschaft, nach 1945 im Besitz von Franz Zimmermann (Zimmermannmühle), bis 1957 in Betrieb, ohne technische Anlagen, baugeschichtlich, regionalgeschichtlich und ortsgeschichtlich von Bedeutung | 09224422 |
| Direkt Bild zu diesem Denkmal hochladen | Wegestein                                                                              | Berggießhübel, Kurort (Karte) | 19. Jahrhundert (Wegestein) | erneute Sandsteinstele, verkehrsgeschichtlich von Bedeutung | 09304623 |
| Direkt Bild zu diesem Denkmal hochladen | Wegestein                                                                              | Berggießhübel, Kurort (Karte) | 19. Jahrhundert (Wegestein) | erneute Sandsteinstele auf einer Verkehrsinsel, zentraler Wegweiser, verkehrsgeschichtlich von Bedeutung | 09304624 |
| Direkt Bild zu diesem Denkmal hochladen | Bergbaumonumente Berggießhübel (Sachgesamtheit)                                        | Berggießhübel, Kurort (Karte) | 14. Jahrhundert bis 1886 (verschiedene Bergbauanlagenteile) | Sachgesamtheit Bergbaumonumente Berggießhübel, mit folgenden Einzeldenkmalen: Zwieseler Tiefe Erbstollen mit drei Wetterschächten, Halde und Tagschacht Detlefschacht, Halden und Senkungstrichter des Martinslagers inklusive Grundmauern des ehemaligen Pulverturms, Lochstein der Grube "Wills Gott", Lochstein und Lochmarke der Grube "Missgönnt Glück" und Bolza-Pinge, Tiefer Hammerzechen Stolln, Kleiner Kalkofen, Portale Hildebrandt Stolln und Johann Georgen Stolln (siehe Einzeldenkmalliste -Obj. 09223700), Mundloch Marie Louise Stolln (siehe Einzeldenkmalliste -Obj. 09223835, Am Poetenweg 3), Hengststein (siehe Einzeldenkmalliste -Obj. 09223862, Hochsteinweg) sowie ehem. Wohnhaus des Hammermeisters und Werkstatthaus (siehe Einzeldenkmalliste -Obj. 09223838, Am Oberhammer 2); bergbaugeschichtlich, regionalgeschichtlich und technikgeschichtlich von Bedeutung                                                  | 09304489 |
| Direkt Bild zu diesem Denkmal hochladen | Wegestein                                                                              | Berggießhübel, Kurort (Karte) | 19. Jahrhundert (Wegestein) | verkehrsgeschichtlich von Bedeutung | 09223849 |
| Direkt Bild zu diesem Denkmal hochladen | Bergbaumonumente Berggießhübel (Sachgesamtheit)                                        | Berggießhübel, Kurort (Karte) | 14. Jahrhundert bis 1886 (verschiedene Bergbauanlagenteile) | Einzeldenkmale der Sachgesamtheit Bergbaumonumente Berggießhübel: Zwieseler Tiefe Erbstollen mit drei Wetterschächten, Halde und Tagschacht Detlefschacht, Halden und Senkungstrichter des Martinslagers inklusive Grundmauern des ehemaligen Pulverturms, Lochstein der Grube "Wills Gott", Lochstein und Lochmarke der Grube "Missgönnt Glück" und Bolza-Pinge, Tiefer Hammerzechen Stolln, Kleiner Kalkofen, Portale Hildebrandt Stolln und Johann Georgen Stolln (siehe Sachgesamtheitsliste -Obj. 09304489); bergbaugeschichtlich, regionalgeschichtlich und technikgeschichtlich von Bedeutung | 09223700 |
| Direkt Bild zu diesem Denkmal hochladen | Bergbaumonumente Berggießhübel (Sachgesamtheit); Oberhammer                            | Berggießhübel, Kurort (Karte) | Mitte 19. Jahrhundert (Wohnhaus) | Einzeldenkmal der Sachgesamtheit Bergbaumonumente Berggießhübel: ehemaliges Wohnhaus des Hammermeisters, dazu Werkstatthaus (Talstraße 11) (siehe Sachgesamtheitsliste -Obj. 09304489); z. T. verändert, bergbaugeschichtlich, regionalgeschichtlich und technikgeschichtlich von Bedeutung | 09223838 |
| Direkt Bild zu diesem Denkmal hochladen | Kursächsische Postmeilensäulen (Sachgesamtheit)                                        | Berggießhübel, Kurort (Karte) | 1727 (Postdistanzsäule) | Postmeilensäule; Kopie einer Distanzsäule, verkehrsgeschichtlich von Bedeutung | 09223852 |
| Direkt Bild zu diesem Denkmal hochladen | Wegestein                                                                              | Berggießhübel, Kurort (Karte) | 19. Jahrhundert (Wegestein) | erneuerte Sandsteinstele mit Inschriften, verkehrsgeschichtlich von Bedeutung | 09304622 |
| Direkt Bild zu diesem Denkmal hochladen | Kurhaus und Kurpark Berggießhübel (Sachgesamtheit); Fritzepark (ehem.)                 | Berggießhübel, Kurort (Karte) | um 1930 (Kurbad); 1904/1905 (Bahnkörper); 1904 (Viadukt); nach 1945 (Gedenkstein) | Einzeldenkmale der Sachgesamtheit Kurhaus und Kurpark Berggießhübel: Kurhaus, ehemaliger Bahndamm mit Sandsteinbogenbrücke östlich des Kurhauses, im Kurpark im Norden OdF-Gedenkstein und im Südosten Gartenhaus Charlottenhöhe (siehe auch Sachgesamtheitsliste -Obj. 09300087); OdF-Gedenkstein mit Aufschrift, baugeschichtlich, ortsgeschichtlich und personengeschichtlich von Bedeutung | 09223853 |
| Direkt Bild zu diesem Denkmal hochladen | Bergbaumonumente Berggießhübel (Sachgesamtheit); Oberhammer                            | Berggießhübel, Kurort (Karte) | Mitte 19. Jahrhundert (Wohnhaus) | Einzeldenkmal der Sachgesamtheit Bergbaumonumente Berggießhübel: ehemaliges Wohnhaus des Hammermeisters, dazu Werkstatthaus (Talstraße 11) (siehe Sachgesamtheitsliste -Obj. 09304489); z. T. verändert, bergbaugeschichtlich, regionalgeschichtlich und technikgeschichtlich von Bedeutung | 09223838 |
| Direkt Bild zu diesem Denkmal hochladen | Kursächsische Postmeilensäulen (Sachgesamtheit)                                        | Börnersdorf (Karte)           | bezeichnet 1732 (Halbmeilensäule) | Postmeilensäule; Kopie einer Halbmeilensäule, verkehrsgeschichtlich von Bedeutung | 09224780 |
| Direkt Bild zu diesem Denkmal hochladen | Wegestein                                                                              | Börnersdorf (Karte)           | 19. Jahrhundert (Wegestein) | am Ortsausgang, verwitterte Säule mit Inschriften, verkehrsgeschichtlich von Bedeutung | 09300091 |
| Direkt Bild zu diesem Denkmal hochladen | Kursächsische Postmeilensäulen (Sachgesamtheit)                                        | Börnersdorf (Karte)           | bezeichnet 1732 (Viertelmeilenstein) | Postmeilensäule; Viertelmeilenstein (Original), verkehrsgeschichtlich von Bedeutung | 09224782 |
| Direkt Bild zu diesem Denkmal hochladen | Wegestein                                                                              | Börnersdorf (Karte)           | 2. Hälfte 19. Jahrhundert (Wegestein) | verkehrsgeschichtlich von Bedeutung | 09300092 |
|                                         | Kursächsische Postmeilensäulen (Sachgesamtheit)                                        | Breitenau (Karte)             | bezeichnet 1732 (Ganzmeilensäule) | Postmeilensäule; Kopie einer Ganzmeilensäule, verkehrsgeschichtlich von Bedeutung | 09224815 |
| Direkt Bild zu diesem Denkmal hochladen | Meiselmühle                                                                            | Breitenau (Karte)             | 2. Hälfte 19. Jahrhundert (Mühle) | Mühle mit Anbau, erhaltene Mühlentechnik und Mühlgraben; Sägemühle mit Wasserantrieb, heute ruinös, baugeschichtlich und technikgeschichtlich von Bedeutung | 09224824 |
|                                         | Zwei Mord- und Sühnekreuze und ein Wegestein                                           | Breitenau (Karte)             | 15./16. Jahrhundert (Mord- und Sühnekreuz); 19. Jahrhundert (Wegestein) | ortsgeschichtlich und verkehrsgeschichtlich von Bedeutung | 09224814 |
| Direkt Bild zu diesem Denkmal hochladen | Wohnmühlenhaus                                                                         | Breitenau (Karte)             | bezeichnet 1812, Kern womögl. älter (Wohnhaus) | Putzbau mit steilem Satteldach, baugeschichtlich und ortsgeschichtlich von Bedeutung | 09223776 |
| Direkt Bild zu diesem Denkmal hochladen | Griesbachmühle (ehem.)                                                                 | Hellendorf (Karte)            | um 1900 (Mühle) | Mühlgebäude über winkligem Grundriss; später Knopf-, dann Reißverschlussfabrik, Putzbau mit Drempel, Natursteingewände, Satteldach, baugeschichtlich und ortsgeschichtlich von Bedeutung | 09223807 |
| Direkt Bild zu diesem Denkmal hochladen | Kretzschmarmühle                                                                       | Hellendorf (Karte)            | bezeichnet 1815 (Mühle) | Mühlengebäude mit jüngerem Erweiterungsbau einer ehemaligen Getreide- und Sägemühle, im Winkel angefügtes Funktionsgebäude, westliche Scheune sowie Nebengebäude jenseits der Straße; Mühlengebäude Putzbau mit Krüppelwalmdach, in der Fassade bez, jüngere massiver Anbau, Scheune Putzbau mit Drempel, dort verbrettert, Satteldach, hölzernes Nebengebäude, baugeschichtlich und ortsgeschichtlich von Bedeutung | 09223803 |
| Direkt Bild zu diesem Denkmal hochladen | Rundplatz; Kursächsische Postmeilensäulen (Sachgesamtheit); Sog. Grenzsäule Hellendorf | Hellendorf (Karte)            | nach 1936 (Gedenkstein); bezeichnet 1820 (Postmeilensäule) | Postmeilensäule, Olympia-Gedenkstein und von zwei Reihen Bäumen gesäumter Rundplatz mit Sandsteinsockeln (Gartendenkmal); Sonderform einer Ganzmeilensäule (als »Grenzsäule« bezeichnet) westlich und Gedenkstein für olympischen Fackellauf 1936 östlich der Straße, geschichtliche Bedeutung als Markierung des Grenzübergangs | 09223822 |
| Direkt Bild zu diesem Denkmal hochladen | Eisenbahnstrecke Pirna -Berggießhübel -Gottleuba                                       | Langenhennersdorf (Karte)     | 1880 (Eisenbahnbrücke) | Eisenbahnbrücke; von besonderem technikgeschichtlichen Wert | 09229968 |
| Direkt Bild zu diesem Denkmal hochladen | Wegestein                                                                              | Langenhennersdorf (Karte)     | 19. Jahrhundert (Wegestein) | Sandsteinsäule, aufwendig gestaltet mit eingetieften Inschriftentafeln, verwittert und teilweise zerstört, von Stützgestell gehalten, verkehrsgeschichtlich von Bedeutung | 09224381 |
| Direkt Bild zu diesem Denkmal hochladen | Wegestein                                                                              | Langenhennersdorf (Karte)     | 19. Jahrhundert (Wegestein) | Sandsteinsäule mit außergewöhnlichem gezackten Abschluss, verkehrsgeschichtlich von Bedeutung | 09304627 |
| Direkt Bild zu diesem Denkmal hochladen | Dampfsäge- und Hobelwerk Kurt Herzog                                                   | Markersbach (Karte)           | 1. Hälfte 19. Jahrhundert (Müllerwohnhaus) | Müllerwohnhaus und Scheune einer ehemaligen Mühle; beide Gebäude Obergeschoss Fachwerk verbrettert, Krüppelwalmdächer, baugeschichtlich und ortsgeschichtlich von Bedeutung | 09223792 |
| Direkt Bild zu diesem Denkmal hochladen | Wegestein                                                                              | Oelsen (Karte)                | 19. Jahrhundert (Wegestein) | verkehrsgeschichtlich von Bedeutung | 09223769 |
| Direkt Bild zu diesem Denkmal hochladen | Wegestein                                                                              | Oelsen (Karte)                | 19. Jahrhundert (Wegestein) | verkehrsgeschichtlich von Bedeutung | 09304625 |
| Direkt Bild zu diesem Denkmal hochladen | Bienhofmühle                                                                           | Oelsen (Karte)                | bezeichnet 1795 (Mühle); bezeichnet 1881 (Wohnstallhaus) | Mühlgebäude, Wohnstallhaus und Scheune eines Mühlenanwesens, dazu Mühlteich; Mühlgebäude im Korbbogen bezeichnet 1795, verputzter Bruchsteinbau mit Mansarddach, Wohnstallhaus ehem. Gasthof, Inschrifttafel bezeichnet 1881, baugeschichtlich, ortsgeschichtlich und technikgeschichtlich von Bedeutung | 09224915 |
| Direkt Bild zu diesem Denkmal hochladen | Wegestein                                                                              | Oelsen (Karte)                | 19. Jahrhundert (Wegestein) | verkehrsgeschichtlich von Bedeutung | 09224908 |
| Direkt Bild zu diesem Denkmal hochladen | Zwieselmühle                                                                           | Zwiesel (Karte)               | bezeichnet 1787 (Mühle) | Winkeliges Mühlengebäude und nördlich daran anschließendes Seitengebäude eines Mühlenanwesens, dazu Mühlgraben und Mühlentechnik; Mühlengebäude Obergeschoss Fachwerk verputzt; Türschlussstein bezeichnet, bau- und technikgeschichtlich von Bedeutung | 09223699 |

## Bad Schandau, Stadt
| Bild                                    | Bezeichnung | Lage                 | Datierung | Beschreibung | ID       |
| --------------------------------------- | --- | -------------------- | --- | --- | -------- |
| Weitere Bilder                          | Eisenbahnstrecke Bad Schandau -Sebnitz -Neustadt i. Sa. (Sachgesamtheit); Bahnhof Bad Schandau                               | Bad Schandau (Karte) | 1870er Jahre (Empfangsgebäude); um 1870 (Wohnhaus)                                                                | Einzeldenkmale der Sachgesamtheit Eisenbahnstrecke Bad Schandau -Sebnitz -Neustadt i. Sa.: Empfangsgebäude (Nr. 5, 6) und Wohnhaus (Nr. 4a) (siehe Sachgesamtheitsliste -Obj. 09302083); baugeschichtlich, eisenbahngeschichtlich und technikgeschichtlich von Bedeutung | 09224147 |
| Weitere Bilder                          | Kirnitzschtalbahn | Bad Schandau         | 1898 (Straßenbahn)                                                                                                | Straßenbahn durch das Kirnitzschtal (von Bad Schandau bis Lichtenhainer Wasserfall); verkehrsgeschichtlich und ortsgeschichtlich von Bedeutung | 09222256 |
| Weitere Bilder                          | Sandsteinbogenbrücke über die Kirnitzsch                                                                                     | Bad Schandau (Karte) | bezeichnet 1847 (Straßenbrücke)                                                                                   | baugeschichtlich und technikgeschichtlich von Bedeutung | 09222241 |
|                                         | Wasserwerk Bad Schandau | Bad Schandau (Karte) | 1896 (Wasserwerk)                                                                                                 | Wasserwerk; frei stehendes Gebäude aus Sandstein, baugeschichtlich und technikgeschichtlich von Bedeutung | 09222184 |
|                                         | Straßenbahndepot der Kirnitzschtalbahn mit Werkstatt und Wohnhaus                                                            | Bad Schandau (Karte) | bezeichnet 1898 (Straßenbahndepot)                                                                                | ortsgeschichtlich und verkehrsgeschichtlich von Bedeutung | 09222244 |
| Weitere Bilder                          | Aufzug | Bad Schandau (Karte) | 1904–1905 (Aufzug)                                                                                                | Elektrischer Personenaufzug nach Ostrau; frei stehender eiserner Turm mit Brücke und schmiedeeisernem Geländer, technikgeschichtlich und verkehrsgeschichtlich von Bedeutung | 09222137 |
|                                         | Vordermühle | Krippen (Karte)      | bezeichnet 1801 (Mühle)                                                                                           | Mühlgebäude; Obergeschoss Fachwerk, Giebel verbrettert, baugeschichtlich und straßenbildprägend von Bedeutung | 09224112 |
|                                         | Ehemaliger Speicher | Krippen (Karte)      | Mitte 19. Jahrhundert (Speicher)                                                                                  | Obergeschoss Fachwerk verbrettert, baugeschichtlich von Bedeutung | 09224115 |
| Direkt Bild zu diesem Denkmal hochladen | Eisenbahnstrecke Bad Schandau -Sebnitz -Neustadt i. Sa. (Sachgesamtheit)                                                     | Krippen (Karte)      | 1870–1900 (Eisenbahnanlage)                                                                                       | Sachgesamtheit Eisenbahnstrecke Bad Schandau -Sebnitz -Neustadt i. Sa. mit folgenden Einzeldenkmalen: Empfangsgebäude (Nr. 5, 6) und Wohnhaus (Nr. 4a), (Ausgangspunkt der Eisenbahnstrecke, siehe Einzeldenkmalliste -Obj. 09224147), außerdem die in den Sachgesamtheitsteildokumenten zusammengefassten Einzeldenkmale der Strecke unter folgenden Objektnummern: 09302084 bis 09302096, 09302098, 09305214 sowie 09279061; baugeschichtlich, eisenbahngeschichtlich und technikgeschichtlich von Bedeutung | 09302083 |
|                                         | Schinkemühle | Krippen (Karte)      | bezeichnet 1832, Kern älter (Mühle)                                                                               | Wohnmühlenhaus mit Mühlrad und Mühlgraben, dazu Felsenkeller; Wohnmühlenhaus Obergeschoss teilweise massiv, teilweise Fachchwerk verbrettert, baugeschichtlich und ortsgeschichtlich von Bedeutung | 09224105 |
| Direkt Bild zu diesem Denkmal hochladen | Hausberghütte | Ostrau (Karte)       | 1905 (Sozialgebäude)                                                                                              | Ehemaliges Sozialgebäude und Feldschmiede eines Basaltsteinbruches; ortsgeschichtlich und sozialgeschichtlich von Bedeutung | 09300341 |
| Direkt Bild zu diesem Denkmal hochladen | Vier Wegesteine | Porschdorf           | 19. Jahrhundert (Wegestein)                                                                                       | sandsteinerne Wegweiser, verkehrsgeschichtlich von Bedeutung | 09224715 |
|                                         | Eisenbahnstrecke Bad Schandau -Sebnitz -Neustadt i. Sa. (Sachgesamtheit)                                                     | Porschdorf (Karte)   | um 1900 (Eisenbahnanlage)                                                                                         | Sachgesamtheitsbestandteil der Sachgesamtheit Eisenbahnstrecke Bad Schandau -Sebnitz -Neustadt i. Sa. mit folgenden Einzeldenkmalen: Empfangsgebäude mit angebauter hölzerner Wartehalle (siehe Einzeldenkmalliste -Obj. 09224734) und die Trasse als Sachgesamtheitsteil; eisenbahngeschichtlich von Bedeutung | 09302092 |
| Direkt Bild zu diesem Denkmal hochladen | Bogenbrücke über die Polenz                                                                                                  | Porschdorf (Karte)   | bezeichnet 1843 (Straßenbrücke)                                                                                   | Sandstein, Reliefplatte mit Krone, baugeschichtlich von Bedeutung | 09224733 |
| Weitere Bilder                          | Porschdorfer Mühle | Porschdorf (Karte)   | um 1900 (Mühle)                                                                                                   | Ehem. Sägemühle; Wohnmühlenhaus; Obergeschoss Fachwerk, baugeschichtlich und ortsgeschichtlich von Bedeutung | 09224756 |
| Direkt Bild zu diesem Denkmal hochladen | Königlich-Sächsische Meilensteine (Sachgesamtheit)                                                                           | Porschdorf (Karte)   | 19. Jahrhundert (Halbmeilenstein)                                                                                 | Meilenstein; Halbmeilenstein, verkehrshistorisch von Bedeutung | 09224743 |
| Weitere Bilder                          | Gierseilfähre Postelwitz–Krippen                                                                                             | Postelwitz (Karte)   | 1929 (Fähre) | Gierseilfähre; älteste erhaltene Fähre dieses Typs in Sachsen, somit von singulärer und besonderer technikgeschichtlicher Bedeutung, darüber hinaus mit hohem Erlebnisund Erinnerungswert | 09223287 |
|                                         | Wegestein | Postelwitz (Karte)   | 19. Jahrhundert (Wegestein)                                                                                       | verkehrsgeschichtlich von Bedeutung | 09222304 |
| Direkt Bild zu diesem Denkmal hochladen | Fährdampfer "Wehlen-Bastei"                                                                                                  | Prossen (Karte)      | 1925 (Fähre) | Schraubenfährdampfer; letztes auf der Elbe eingesetztes Fährdampfschiff, zurzeit auf der Schiffswerft Laubegast, als Zeugnis der Binnenschifffahrt auf der Elbe mittels dampfbetriebener Fähren von technikgeschichtlicher, verkehrsgeschichtlicher und ortshistorischer Bedeutung | 09304655 |
| Direkt Bild zu diesem Denkmal hochladen | Eisenbahnstrecke Bad Schandau -Sebnitz -Neustadt i. Sa. (Sachgesamtheit)                                                     | Prossen (Karte)      | um 1900 (Eisenbahnanlage)                                                                                         | Sachgesamtheitsbestandteil der Sachgesamtheit Eisenbahnstrecke Bad Schandau -Sebnitz -Neustadt i. Sa: Streckenabschnitt Prossen (ohne Einzeldenkmale), Bahntrasse als Sachgesamtheitsteil (siehe auch Sachgesamtheitsdokument -Obj. 09302083); eisenbahngeschichtlich und technikgeschichtlich von Bedeutung | 09305214 |
|                                         | Röslersche Papierfabrik (ehem.)                                                                                              | Prossen (Karte)      | um 1870 (Hauptgebäude); um 1920 (Trafohaus); Teile nach 1850 (Papier und Kartonagenfabrik); 1939 (Turbinenanlage) | Mühlenkomplex mit Fachwerk-Gebäude, Verbindungsbau und Mühlengebäude mit Anbau (Turbinenraum) einschließlich wassertechnischer Anlage (Überfallwehr mit Sandsteinfassung, Mühlgraben, Untergraben in Sandsteinquader gesetzt und zum Teil überwölbt) und früherem Transformatorenhaus sowie Schornstein des Heizhauses; baugeschichtlich, ortsgeschichtlich und ortsbildprägend von Bedeutung | 09224231 |
| Weitere Bilder                          | Schmilksche Mühle | Schmilka (Karte)     | bezeichnet 1665 (Mühle)                                                                                           | Mühlenkomplex mit mehreren Gebäudeteilen (das Wohnhaus ehem. mit Gaststätte), z. T. die Straße überbauend; baugeschichtlich, ortsgeschichtlich und straßenbildprägend von Bedeutung | 09222316 |
| Weitere Bilder                          | Sachgesamtheit Königlich-Sächsische Triangulierung ("Europäische Gradmessung im Königreich Sachsen"); Station 56 Lilienstein | Waltersdorf (Karte)  | 1865 (Triangulationssäule)                                                                                        | Rest einer Triangulationssäule; Station der Königlich-Sächsischen Triangulation, Netz 2. Ordnung, wissenschaftlich und technikgeschichtlich von Bedeutung | 09305060 |
|                                         | Bogenbrücke über die Polenz                                                                                                  | Waltersdorf (Karte)  | bezeichnet 1898 (Straßenbrücke)                                                                                   | Sandstein, baugeschichtlich und landschaftsgestaltend von Bedeutung | 09224709 |
| Direkt Bild zu diesem Denkmal hochladen | Lastenaufzug der Kgl.-Sächs. Schifffahrtsgesellschaft Übigau                                                                 | Waltersdorf (Karte)  | 1923/1924 (Aufzug)                                                                                                | Lastenaufzug der Kgl.-Sächs. Schifffahrtsgesellschaft Übigau; technikgeschichtlich von Bedeutung | 09224705 |

## Bahretal
| Bild                                    | Bezeichnung                                      | Lage                    | Datierung                                                                    | Beschreibung | ID       |
| --------------------------------------- | ------------------------------------------------ | ----------------------- | ---------------------------------------------------------------------------- | --- | -------- |
| Direkt Bild zu diesem Denkmal hochladen | Kalköfen und Kalkabbau Bahretal (Sachgesamtheit) | Borna (Karte)           | nach 1842 (Kalkofen)                                                         | Einzeldenkmal der Sachgesamtheit Kalköfen und Kalkabbau Bahretal: Reste des Kalkofens "Jentzsch-Schneller" auf der Flur Borna, ehemaliger Kalkschneller mit vier Brandtrichtern (siehe auch Sachgesamtheitsliste -Obj.09304236); technisches Denkmal einer Sachgesamtheit von exemplarischem Wert | 09304306 |
| Direkt Bild zu diesem Denkmal hochladen | Kalköfen und Kalkabbau Bahretal (Sachgesamtheit) | Borna (Karte)           | 1887 (Kalkofen)                                                              | Einzeldenkmal der Sachgesamtheit Kalköfen und Kalkabbau Bahretal: Kalkwerk Heschel mit Leuschke-Steinbruch auf der Flur Borna, Kalkschneller mit 3 Brandtrichtern (siehe auch Sachgesamtheitsliste -Obj.09304236); technisches Denkmal einer Sachgesamtheit von exemplarischem Wert | 09304307 |
| Direkt Bild zu diesem Denkmal hochladen | Kalköfen und Kalkabbau Bahretal (Sachgesamtheit) | Borna (Karte)           | 1842–1910 (Kalkwerk)                                                         | Sachgesamtheit Kalköfen und Kalkabbau Bahretal mit den Einzeldenkmalen im OT Borna: Ofen 5 des ehem. Kalkwerks Borna, Schachtofen mit Mischfeuerung (Kalkstein und Koks) (siehe auch Einzeldenkmalliste -Obj. 09304237), Reste des Kalkofens "Jentzsch-Schneller" (siehe Einzeldenkmalliste -Obj. 09304306), Kalkwerk Heschel mit Leuschke-Steinbruch (siehe Einzeldenkmalliste -Obj. 09304307) und mit den Sachgesamtheitsbestandteilen im OT Friedrichswalde -Obj. 09304238, im OT Nentmannsdorf -Obj. 09304240 und im OT Ottendorf Obj. 09304304; regional bedeutende Sachgesamtheit technischer Denkmale von exemplarischem Wert | 09304236 |
| Direkt Bild zu diesem Denkmal hochladen | Kalköfen und Kalkabbau Bahretal (Sachgesamtheit) | Borna (Karte)           | um 1873 (Kalkofen)                                                           | Einzeldenkmal der Sachgesamtheit Kalköfen und Kalkabbau Bahretal: Ofen 5 des ehem. Kalkwerks Borna (siehe auch Sachgesamtheitsliste -Obj. 09304236); regional bedeutende Sachgesamtheit technischerDenkmale von exemplarischem Wert | 09304237 |
| Direkt Bild zu diesem Denkmal hochladen | Kalköfen und Kalkabbau Bahretal (Sachgesamtheit) | Friedrichswalde (Karte) | 1. H. 19. Jahrhundert, Kern 19. Jahrhundert (Kalkwerk)                       | Sachgesamtheitsbestandteil Kalköfen und Kalkabbau Bahretal mit folgendem Einzeldenkmal im OT Friedrichswalde: Hafftmanns Ofen, zuvor "Kayser´s Schneller" (siehe auch Einzeldenkmalliste -Obj. 09304239 sowie Sachgesamtheitsliste -Obj. 09304236); technisches Denkmal einer Sachgesamtheit von exemplarischen Wert | 09304238 |
| Direkt Bild zu diesem Denkmal hochladen | Kalköfen und Kalkabbau Bahretal (Sachgesamtheit) | Friedrichswalde (Karte) | 1. H. 19. Jahrhundert, Kern 19. Jahrhundert, "Kayser's Schneller" (Kalkofen) | Einzeldenkmal der Sachgesamtheit Kalköfen und Kalkabbau Bahretal: Hafftmanns Ofen, zuvor "Kayser's Schneller" (siehe auch Sachgesamtheitsliste -Obj. 09304238); technisches Denkmal einer Sachgesamtheit von exemplarischen Wert | 09304239 |
| Direkt Bild zu diesem Denkmal hochladen | Straßenbrücke über den Bahrebach                 | Friedrichswalde (Karte) | bezeichnet 1885 (Straßenbrücke)                                              | Sandsteinbogen, baugeschichtlich von Bedeutung | 09224259 |
| Direkt Bild zu diesem Denkmal hochladen | Kursächsische Postmeilensäulen (Sachgesamtheit)  | Göppersdorf (Karte)     | bezeichnet 1729 (Ganzmeilensäule)                                            | Postmeilensäule; Kopie der Ganzmeilensäule, verkehrsgeschichtlich von Bedeutung | 09224775 |
| Direkt Bild zu diesem Denkmal hochladen | Wegestein                                        | Göppersdorf (Karte)     | 19. Jahrhundert (Wegestein)                                                  | erneuert, verkehrsgeschichtlich von Bedeutung | 09224777 |
| Direkt Bild zu diesem Denkmal hochladen | Kalköfen und Kalkabbau Bahretal (Sachgesamtheit) | Nentmannsdorf (Karte)   | 1856 (Kalkwerk)                                                              | Sachgesamtheitsbestandteil der Sachgesamtheit Kalköfen und Kalkabbau Bahretal mit folgendem Einzeldenkmal: Kalkofen Schier (siehe Einzeldenkmalliste -Obj. 09304241 sowie Sachgesamtheitsliste Obj. 09304236, Bahretal, OT Borna); technisches Denkmal einer Sachgesamtheit von exemplarischem Wert | 09304240 |
| Direkt Bild zu diesem Denkmal hochladen | Kalköfen und Kalkabbau Bahretal (Sachgesamtheit) | Nentmannsdorf (Karte)   | 1856 (Kalkofen)                                                              | Einzeldenkmal der Sachgesamtheit Kalköfen und Kalkabbau Bahretal: Kalkofen Schier (siehe auch Sachgesamtheitsliste -Obj. 09304240); technisches Denkmal einer Sachgesamtheit von exemplarischem Wert | 09304241 |
| Direkt Bild zu diesem Denkmal hochladen | Wegestein                                        | Nentmannsdorf (Karte)   | 19. Jahrhundert (Wegestein)                                                  | seltene Ausführung, verkehrsgeschichtlich von Bedeutung | 09304630 |
| Direkt Bild zu diesem Denkmal hochladen | Kursächsische Postmeilensäulen (Sachgesamtheit)  | Nentmannsdorf           | bezeichnet 1729 (Halbmeilensäule)                                            | Postmeilensäule; Kopie einer Halbmeilensäule, verkehrsgeschichtlich von Bedeutung | 09304966 |
| Direkt Bild zu diesem Denkmal hochladen | Kursächsische Postmeilensäulen (Sachgesamtheit)  | Niederseidewitz (Karte) | bezeichnet 1729 (Viertelmeilenstein)                                         | Postmeilensäule; Viertelmeilenstein, Sandsteinblock mit Aufsatz, verkehrsgeschichtlich von Bedeutung | 09224194 |
| Direkt Bild zu diesem Denkmal hochladen | Kursächsische Postmeilensäulen (Sachgesamtheit)  | Niederseidewitz (Karte) | bezeichnet 1729 (Halbmeilensäule)                                            | Postmeilensäule; Kopie einer Halbmeilensäule, verkehrsgeschichtlich von Bedeutung | 09224192 |
| Direkt Bild zu diesem Denkmal hochladen | Eulmühle                                         | Niederseidewitz (Karte) | 1713 (Stallgebäude); 1822 (Funktionsgebäude); bezeichnet 1711 (Mühlgraben)   | Wohnhaus, Scheune mit angebautem Stallteil und Funktionsgebäude, dazu Torpfeiler, Mühlgraben und alte Mühlentechnik; Getreidemühle, Stallgebäude mit Fachwerkgiebel und Türschlussstein bezeichnet 1713, Funktionsgebäude Türsturz bezeichnet 1822, Mühlgraben bezeichnet 1711, ortsgeschichtlich von Bedeutung | 09224193 |
| Direkt Bild zu diesem Denkmal hochladen | Kalköfen und Kalkabbau Bahretal (Sachgesamtheit) | Ottendorf (Karte)       | um 1800 (Kalkwerk)                                                           | Sachgesamtheitsbestandteil der Sachgesamtheit Kalköfen und Kalkabbau Bahretal mit folgendem Einzeldenkmal im OT Ottendorf: Von Carlowitz´scher Kalkofen (Kalkschneller) (siehe auch Einzeldenkmalliste -Obj. 09304305 sowie Sachgesamtheitsliste -Obj. 09304236); auffälliger Standort an der Straße, technisches Denkmal einer Sachgesamtheit von exemplarischem Wert | 09304304 |
| Direkt Bild zu diesem Denkmal hochladen | Kalköfen und Kalkabbau Bahretal (Sachgesamtheit) | Ottendorf (Karte)       | um 1800 (Kalkofen)                                                           | Einzeldenkmal der Sachgesamtheit Kalköfen und Kalkabbau Bahretal im OT Ottendorf: Von Carlowitz´scher Kalkofen (Kalkschneller) (siehe auch Sachgesamtheitsliste -Obj. 09304304); der Ofen bildet ein Ensemble mit den auf dem gegenüberliegenden Ufer befindlichen Kalkbruch (mit zwei mittlerweile verstürzten Stollenmundlöchern) sowie dem ca. 100 m entfernten Bergwerk "Grüner Zweig Fundgrube", auffälliger Standort an der Straße, technisches Denkmal einer Sachgesamtheit von exemplarischem Wert | 09304305 |

## Bannewitz
| Bild                                    | Bezeichnung | Lage                | Datierung                                                              | Beschreibung | ID       |
| --------------------------------------- | --- | ------------------- | ---------------------------------------------------------------------- | --- | -------- |
| Direkt Bild zu diesem Denkmal hochladen | Hutfabrik (ehem.) | Bannewitz (Karte)   | um 1900 (Fabrikgebäude); 1876 (Fabrikgebäude)                          | Ehemalige Hutfabrik; bestehend aus repräsentativem straßenseitigen neobarocken Flügel (ca.1901), westlich angrenzend die ältere historistische Bausubstanz von 1876, dem Gründungsjahr der Fabrik an dieser Stelle; Zeugnis für die traditionelle Strohhutfabrikation in der Region, baugeschichtliche und ortsgeschichtliche Bedeutung | 08964245 |
| Direkt Bild zu diesem Denkmal hochladen | Marienschacht (Sachgesamtheit)                                                                                          | Boderitz (Karte)    | 1886–1959 (Bergbauanlage)                                              | Sachgesamtheit Marienschacht, mit folgenden Einzeldenkmalen: Schachtturm (Malakoffturm), Fördermaschinenhaus, ehemaliges Kesselhaus, Sozialgebäude mit Kaue, Heizkesselhaus sowie Sandstein-Verlademauern (siehe Einzeldenkmalliste -Obj. 09301516, Schachtstraße 12), ehemalige Expedition (siehe Einzeldenkmalliste -Obj. 09221632, Schachtstraße 8) und ehemaliges Huthaus (siehe Einzeldenkmalliste -Obj. 09221627, Schachtstraße 10); Anlage von besonderer baugeschichtlicher und ortsgeschichtlicher Bedeutung, hohe bildprägende Funktion | 08964242 |
| Direkt Bild zu diesem Denkmal hochladen | Marienschacht (Sachgesamtheit)                                                                                          | Boderitz (Karte)    | bezeichnet 1886 (Schachtturm); 1950er Jahre (Sozialgebäude)            | Einzeldenkmale der Sachgesamtheit Marienschacht: Schachtturm (Malakowturm), Fördermaschinenhaus, ehemaliges Kesselhaus, Sozialgebäude mit Kaue, Heizkesselhaus sowie Sandstein-Verlademauern des ehemaligen Schachtes (siehe auch Sachgesamtheitsliste -Obj. 08964242, Schachtstraße 8, 10, 12); Anlage von besonderer baugeschichtlicher und ortsgeschichtlicher Bedeutung, hohe landschaftsbildprägende Funktion | 09301516 |
| Direkt Bild zu diesem Denkmal hochladen | Brunnenhaus/Pumpenhaus                                                                                                  | Cunnersdorf (Karte) | 1910/1912 (Brunnenhaus)                                                | versorgte die Felsenkellerbrauerei (Dresden), möglicherweise von dort noch genutzt, markanter, historisierender Klinker-Putz-Bau über oktogonalem Grundriss, als Zweckbau ansprechend gestaltet, ortsgeschichtlich, technikgeschichtlich und wirtschaftsgeschichtlich bedeutend, als Gruppe mit zwei weiteren Pumpenhäusern auf benachbarter Flur (siehe Dresden, OT Coschütz) zudem mit Seltenheitswert | 09304481 |
| Direkt Bild zu diesem Denkmal hochladen | Golberoder Mühle | Golberode (Karte)   | 18. Jahrhundert, erwähnt 1560 (Mühle); bezeichnet 1850 (Seitengebäude) | Wohnhaus (mit Anbau) und Seitengebäude eines Mühlenanwesens; Mühle Obergeschoss Fachwerk verbrettert, Seitengebäude Giebel in Fachwerk, baugeschichtliche und ortshistorische Bedeutung | 08963207 |
| Direkt Bild zu diesem Denkmal hochladen | Brücke über den Geberbach                                                                                               | Goppeln (Karte)     | 19. Jahrhundert (Straßenbrücke)                                        | Bogenbrücke mit Schlussstein, technisches Denkmal | 08963206 |
| Direkt Bild zu diesem Denkmal hochladen | Wegestein | Possendorf (Karte)  | 19. Jahrhundert (Wegestein)                                            | verkehrsgeschichtlich von Bedeutung | 08963143 |
| Direkt Bild zu diesem Denkmal hochladen | Königlich-Sächsische Meilensteine (Sachgesamtheit)                                                                      | Possendorf (Karte)  | 19. Jahrhundert (Meilenstein)                                          | Meilenstein; verkehrshistorisch von Bedeutung | 08963265 |
| Direkt Bild zu diesem Denkmal hochladen | Possendorfer Windmühle                                                                                                  | Possendorf (Karte)  | 1920 (Mühle)                                                           | Turmholländer; mehrfach umgebaute Mühle, Schauanlage, orts- und technikgeschichtlich von Bedeutung | 08963144 |
| Direkt Bild zu diesem Denkmal hochladen | Sachgesamtheit Königlich-Sächsische Triangulierung ("Europäische Gradmessung im Königreich Sachsen"); Station 62 Gohlig | Rippien (Karte)     | bezeichnet 1865 (Triangulationssäule)                                  | Triangulationssäule; Station der Königlich-Sächsischen Triangulation, Netz 2. Ordnung, wissenschaftlich und technikgeschichtlich von Bedeutung | 08963281 |

## Dippoldiswalde, Stadt
| Bild                                    | Bezeichnung                                                                                          | Lage                   | Datierung | Beschreibung | ID       |
| --------------------------------------- | --- | ---------------------- | --- | --- | -------- |
| Direkt Bild zu diesem Denkmal hochladen | Körnermühle                                                                                          | Ammelsdorf (Karte)     | Ende 19. Jahrhundert (Mühle); Ende 19. Jahrhundert (Müllerwohnhaus) | Mühlenanwesen mit Wohnmühlenhaus (Nr. 59) im Schweizerstil, Scheune, Produktionsgebäude mit Scheunenanbau über Eck, dahinter Turbinenanlage und Transformatorenhaus, mit Mühlgraben sowie Straßenbrücke; technisches Denkmal und ortshistorisch von Bedeutung | 09277413 |
| Direkt Bild zu diesem Denkmal hochladen | Weißeritztalbahn (Sachgesamtheit)                                                                    | Dippoldiswalde (Karte) | 1882–1961 (Eisenbahnanlage) | Sachgesamtheitsbestandteil der Sachgesamtheit Weißeritztalbahn, Teilabschnitt Dippoldiswalde, OT Dippoldiswalde mit folgenden Einzeldenkmalen: Bahnhof Dippoldiswalde, bestehend aus a) Empfangsgebäude, b) Bahnsteigüberdachung, c) Güterschuppen, d) Wasserkran und e) kleinem Stellwerk (siehe Einzeldenkmalliste, OT Dippoldiswalde -Obj. 09301538, siehe auch Sachgesamtheitsliste, Gemeinde Freital, OT Hainsberg -Obj. 09301531); Sachgesamtheit mit Gleiskörper (Sachgesamtheitsteile), Technik und allen Hochbauten sowie Brücken der Weißeritztalbahn in den Gemeinden Freital (OT Hainsberg), Rabenau (OT Rabenau, Lübau, Spechtritz, Oelsa), Dippoldiswalde (OT Malter, Dippoldiswalde, Ulberndorf), Schmiedeberg (OT Obercarsdorf, Schmiedeberg, Naundorf) und Altenberg (OT Oberbärenburg, Kurort Kipsdorf), bedeutendes Denkmal der sächsischen Verkehrsgeschichte, eine der ältesten Schmalspurbahnen Deutschlands, von geschichtlichem, wissenschaftlichdokumentarischem, landschaftsgestaltendem sowie Seltenheitswert | 09301537 |
| Direkt Bild zu diesem Denkmal hochladen | Bogenbrücke über den Mühlgraben                                                                      | Dippoldiswalde (Karte) | wohl 19. Jahrhundert (Fußgängerbrücke) | baugeschichtlich von Bedeutung | 08962981 |
| Direkt Bild zu diesem Denkmal hochladen | Pflug-Mühle; Hafermühle (ehem.)                                                                      | Dippoldiswalde (Karte) | um 1850 (Mühle); 1907 (Anbau, Produktionsgebäude); um 1850 (Müllerwohnhaus) | Mühlenkomplex bestehend aus Wohn- und Mühlengebäuden mit teilweise erhaltener Technik und Resten des Mühlgrabens; Mühle erbaut um 1850, stillgelegt 1991, als Mühlenstandort seit dem 16. Jahrhundert bekannt, traufständiges Produktionsgebäude (1913 umgebaut) mit Pflug-Emblem am Giebel, überregional bekanntes Produkt, ortsgeschichtlich, baugeschichtlich und technikgeschichtlich von Bedeutung | 08963013 |
| Direkt Bild zu diesem Denkmal hochladen | Pumpstation                                                                                          | Dippoldiswalde (Karte) | bezeichnet 1904 (Pumpenhaus) | technikgeschichtlich von Bedeutung | 08962960 |
| Direkt Bild zu diesem Denkmal hochladen | Weißeritztalbahn (Sachgesamtheit); Bahnhof Dippoldiswalde                                            | Dippoldiswalde (Karte) | 1882 (Personenbahnhof); 1906 (Bahnsteigüberdachung); 1930 (Stellwerk); 2002 (Laderampe) | Einzeldenkmale der Sachgesamtheit Weißeritztalbahn, Teilabschnitt Dippoldiswalde, OT Dippoldiswalde: Bahnhof Dippoldiswalde, bestehend aus a) Empfangsgebäude, b) Bahnsteigüberdachung, c) Wasserkran und d) kleinem Stellwerk (siehe auch Sachgesamtheitsliste, OT Dippoldiswalde -Obj. 09301537); von geschichtlichem, wissenschaftlichdokumentarischem, landschaftsgestaltendem sowie Seltenheitswert | 09301538 |
| Direkt Bild zu diesem Denkmal hochladen | Brauerei                                                                                             | Dippoldiswalde (Karte) | Kern 18. Jahrhundert (Brauerei) | Brauhof mit langgestrecktem Wohn- und Produktionsgebäude, rechtwinklig anschließendem Seitengebäude und Remise; baugeschichtlich, ortsgeschichtlich und ortsbildprägend von Bedeutung | 08962959 |
| Direkt Bild zu diesem Denkmal hochladen | Lohgerberei (ehem.); Lohgerber-, Stadt- und Kreismuseum                                              | Dippoldiswalde (Karte) | um 1750 (Gerberei) | Stattliches Wohnhaus, Fachwerk-Produktionsgebäude und kleines Seitengebäude der ehemaligen Lohgerberei; architektonisch, technikgeschichtlich und ortshistorisch bedeutendes Ensemble | 08962979 |
| Direkt Bild zu diesem Denkmal hochladen | Wegestein                                                                                            | Dippoldiswalde (Karte) | bezeichnet 1835 (Wegestein) | Streckenmarkierung an der Straße Dresden und Altenberg, verkehrsgeschichtlich von Bedeutung | 08962984 |
| Direkt Bild zu diesem Denkmal hochladen | Wegestein                                                                                            | Dippoldiswalde (Karte) | 1835 (Wegestein) | Kreuzung der Wege Dippoldiswalde -Tharandt, frühe Wegesäule mit Stundenangaben, verkehrsgeschichtlich von Bedeutung | 08962969 |
| Direkt Bild zu diesem Denkmal hochladen | Wegestein                                                                                            | Dippoldiswalde (Karte) | 1835 (Wegestein) | Markierungsstein für Wegekreuz, erneuerte Säule mit Stundenangaben, verkehrsgeschichtlich von Bedeutung | 08962970 |
| Direkt Bild zu diesem Denkmal hochladen | Brunnen im Innern des ehemaligen Oberen Brauhauses                                                   | Dippoldiswalde (Karte) | | technikgeschichtlich und sozialgeschichtlich von Bedeutung | 08963071 |
| Direkt Bild zu diesem Denkmal hochladen | Kursächsische Postmeilensäulen (Sachgesamtheit)                                                      | Dippoldiswalde (Karte) | bezeichnet 1723, Kopie (Postdistanzsäule) | Postmeilensäule; Kopie einer Distanzsäule, verkehrsgeschichtlich von Bedeutung | 09304963 |
| Direkt Bild zu diesem Denkmal hochladen | Kursächsische Postmeilensäulen (Sachgesamtheit)                                                      | Dippoldiswalde (Karte) | bezeichnet 1723 (Viertelmeilenstein) | Postmeilensäule; Viertelmeilenstein (Original), verkehrsgeschichtlich von Bedeutung | 08962953 |
| Direkt Bild zu diesem Denkmal hochladen | Wegestein                                                                                            | Dippoldiswalde (Karte) | bezeichnet 1837 (Wegestein) | verkehrsgeschichtlich von Bedeutung | 08962963 |
| Direkt Bild zu diesem Denkmal hochladen | Ratsmühle                                                                                            | Dippoldiswalde (Karte) | um 1890 (Mühle) | Mühlenanlage: fünfstöckiges Mühlenund Speichergebäude mit zwei zweistöckigen Seitenflügeln (u. a. Wohnmühlenhaus), weiterer Produktionsbau mit betonter Mittelachse, Fachwerk-Seitengebäude, Mühlgraben; Anlage von baugeschichtlicher und ortsgeschichtlicher Bedeutung | 08962966 |
| Direkt Bild zu diesem Denkmal hochladen | Transformatorenhäuschen                                                                              | Dönschten (Karte)      | 1930er oder 1950er Jahre (Transformatorenstation) | technikgeschichtlich von Bedeutung, mit regionaltypischer Verbretterung | 09278063 |
| Direkt Bild zu diesem Denkmal hochladen | Wegestein                                                                                            | Hennersdorf (Karte)    | bezeichnet 1857 (Wegestein) | verkehrsgeschichtlich von Bedeutung | 09277382 |
| Direkt Bild zu diesem Denkmal hochladen | Wegestein                                                                                            | Hennersdorf (Karte)    | 19. Jahrhundert (Wegestein) | verkehrsgeschichtliche Relevanz | 09277388 |
| Direkt Bild zu diesem Denkmal hochladen | Ehemalige Schmiede in exponierter Lage                                                               | Hennersdorf (Karte)    | um 1830 (Schmiede) | baugeschichtliche und ortshistorische Bedeutung | 09277408 |
| Weitere Bilder                          | Weißeritztalbahn (Sachgesamtheit)                                                                    | Malter (Karte)         | 1881 (Eisenbahnanlage); 1912–1914 (Bahnhof) | Sachgesamtheitsbestandteil der Sachgesamtheit Weißeritztalbahn, Teilabschnitt Dippoldiswalde, OT Malter mit folgenden Einzeldenkmalen: Reste der alten Bahntrassierung, Eisenbahnbrücke (ca. Streckenkilometer 10) über Ausläufer der Talsperre, Bahnhof Malter mit Empfangsgebäude, daneben Lampenstube und Freitritt (siehe Einzeldenkmalliste, OT Malter -Obj. 09301536, siehe auch Sachgesamtheitsliste, Gemeinde Freital, OT Hainsberg -Obj. 09301531); Sachgesamtheit mit Gleiskörper (Sachgesamtheitsteile), Technik und allen Hochbauten sowie Brücken der Weißeritztalbahn in den Gemeinden Freital (OT Hainsberg), Rabenau (OT Rabenau, Lübau, Spechtritz, Oelsa), Dippoldiswalde (OT Malter, Dippoldiswalde, Ulberndorf), Schmiedeberg (OT Obercarsdorf, Schmiedeberg, Naundorf) und Altenberg (OT Oberbärenburg, Kurort Kipsdorf), bedeutendes Denkmal der sächsischen Verkehrsgeschichte, eine der ältesten Schmalspurbahnen Deutschlands, von geschichtlichem, wissenschaftlichdokumentarischem, landschaftsgestaltendem sowie Seltenheitswert | 09301535 |
| Weitere Bilder                          | Weißeritztalbahn (Sachgesamtheit); Bahnhof Malter                                                    | Malter (Karte)         | 1912 (Bahnhof); 1912–1914 (Lampenstube); 1912 (Eisenbahnbrücke); 1881 (Reste alte Bahntrassierung) | Einzeldenkmale der Sachgesamtheit Weißeritztalbahn, Teilabschnitt Dippoldiswalde, OT Malter: Reste der alten Bahntrassierung, Eisenbahnbrücke (ca. Streckenkilometer 10) über Ausläufer der Talsperre, Bahnhof Malter mit Empfangsgebäude, daneben Lampenstube und Freitritt (Toilettenhäuschen) (siehe auch Sachgesamtheitsliste, OT Malter -Obj. 09301535); von geschichtlichem, wissenschaftlichdokumentarischem, landschaftsgestaltendem sowie Seltenheitswert | 09301536 |
| Weitere Bilder                          | Talsperre Malter (Sachgesamtheit)                                                                    | Malter (Karte)         | 1908–1913 (Talsperre) | Einzeldenkmale der Sachgesamtheit Talsperre Malter: Staumauer, Schieberschacht, zwei Schieberhäusern, Wärterhaus, Hochwasserüberlauf und Turbinenhaus (siehe auch Sachgesamtheitsliste -Obj. 09303658); architektonischwasserbautechnische Gesamtanlage von besonderem baukünstlerischen und technikgeschichtlichen Wert, ausgeführt nach einem Entwurf des Dresdner Architekturbüros Lossow und Kühne, originale Schieberanlage, im Turbinenhaus noch originale Francis-Spiralturbine der Bauzeit in Betrieb | 08963323 |
| Direkt Bild zu diesem Denkmal hochladen | Straßenbrücke, drei Bögen                                                                            | Malter (Karte)         | um 1910 (Straßenbrücke) | im Zusammenhang mit der Talsperre errichtet, technikgeschichtlich von Bedeutung | 08963392 |
| Direkt Bild zu diesem Denkmal hochladen | Weißeritztalbahn (Sachgesamtheit)                                                                    | Naundorf (Karte)       | 1924 (Haltepunkt Naundorf) | Sachgesamtheitsbestandteil der Sachgesamtheit Weißeritztalbahn, Teilabschnitt Schmiedeberg, OT Naundorf mit dem Einzeldenkmal: Haltepunkt Naundorf (siehe Einzeldenkmalliste, OT Naundorf -Obj. 09301544, siehe auch Sachgesamtheitsliste, Gemeinde Freital, OT Hainsberg -Obj. 09301531); Sachgesamtheit mit Gleiskörper (Sachgesamtheitsteil), Technik und allen Hochbauten sowie Brücken der Weißeritztalbahn in den Gemeinden Freital (OT Hainsberg), Rabenau (OT Rabenau, Lübau, Spechtritz, Oelsa), Dippoldiswalde (OT Malter, Dippoldiswalde, Ulberndorf), Schmiedeberg (OT Obercarsdorf, Schmiedeberg, Naundorf) und Altenberg (OT Oberbärenburg, Kurort Kipsdorf), bedeutendes Denkmal der sächsischen Verkehrsgeschichte, eine der ältesten Schmalspurbahnen Deutschlands, von geschichtlichem, wissenschaftlichdokumentarischem, landschaftsgestaltendem sowie Seltenheitswert | 09301541 |
| Direkt Bild zu diesem Denkmal hochladen | Kalkofen                                                                                             | Naundorf (Karte)       | um 1900 (Kalkofen) | technisches Denkmal | 09278120 |
| Direkt Bild zu diesem Denkmal hochladen | Kalkofen                                                                                             | Naundorf (Karte)       | | technisches Denkmal | 09278034 |
| Weitere Bilder                          | Weißeritztalbahn (Sachgesamtheit); Haltepunkt Naundorf                                               | Naundorf (Karte)       | 1924 (Haltepunkt Naundorf) | Einzeldenkmal der Sachgesamtheit Weißeritztalbahn, Teilabschnitt Schmiedeberg, OT Naundorf: Haltepunkt Naundorf (siehe auch Sachgesamtheitsliste, OT Naundorf -Obj. 09301541); von geschichtlichem, wissenschaftlichdokumentarischem, landschaftsgestaltendem sowie Seltenheitswert | 09301544 |
| Direkt Bild zu diesem Denkmal hochladen | Wegestein                                                                                            | Obercarsdorf (Karte)   | bezeichnet 1898 und 1883 (Wegestein) | verkehrsgeschichtlich von Bedeutung | 09277357 |
| Direkt Bild zu diesem Denkmal hochladen | Transformatorenhäuschen in ländlicher Holzbauweise                                                   | Obercarsdorf (Karte)   | um 1920 (Transformatorenstation) | technikgeschichtliche Relevanz | 09277335 |
| Direkt Bild zu diesem Denkmal hochladen | Transformatorenhäuschen                                                                              | Obercarsdorf (Karte)   | um 1920 (Transformatorenstation) | oberer Teil verbrettert, technisches Denkmal | 09277329 |
| Direkt Bild zu diesem Denkmal hochladen | Wegestein                                                                                            | Obercarsdorf (Karte)   | bezeichnet 1804 (Wegestein) | verkehrsgeschichtlich von Bedeutung | 09277327 |
| Direkt Bild zu diesem Denkmal hochladen | Mundloch                                                                                             | Obercarsdorf (Karte)   | | technisches Denkmal | 09277355 |
| Direkt Bild zu diesem Denkmal hochladen | Weißeritztalbahn (Sachgesamtheit)                                                                    | Obercarsdorf (Karte)   | 1882 (Eisenbahnanlage) | Sachgesamtheitsbestandteil der Sachgesamtheit Weißeritztalbahn, Teilabschnitt Schmiedeberg, OT Obercarsdorf, mit folgendem Einzeldenkmal: Haltepunkt Obercarsdorf, bestehend aus Empfangsgebäude, Dienstraum und Warteraum mit Fahrkartenausgabe (siehe Einzeldenkmalliste, OT Obercarsdorf -Obj. 09301542, siehe auch Sachgesamtheitsliste, Gemeinde Freital, OT Hainsberg -Obj. 09301531); Sachgesamtheit mit Gleiskörper (Sachgesamtheitsteile), Technik und allen Hochbauten sowie Brücken der Weißeritztalbahn in den Gemeinden Freital (OT Hainsberg), Rabenau (OT Rabenau, Lübau, Spechtritz, Oelsa), Dippoldiswalde (OT Malter, Dippoldiswalde, Ulberndorf), Schmiedeberg (OT Obercarsdorf, Schmiedeberg, Naundorf) und Altenberg (OT Oberbärenburg, Kurort Kipsdorf), von geschichtlichem, wissenschaftlichdokumentarischem, landschaftsgestaltendem sowie Seltenheitswert | 09301545 |
| Weitere Bilder                          | Weißeritztalbahn (Sachgesamtheit); Haltepunkt Obercarsdorf                                           | Obercarsdorf (Karte)   | 1882 (Personenbahnhof) | Einzeldenkmal der Sachgesamtheit Weißeritztalbahn, Teilabschnitt Schmiedeberg, OT Obercarsdorf: Haltepunkt Obercarsdorf, bestehend aus Empfangsgebäude mit Dienstraum und Warteraum mit Fahrkartenausgabe (siehe auch Sachgesamtheitsliste, OT Obercarsdorf -Obj. 09301545); von geschichtlichem, wissenschaftlichdokumentarischem, landschaftsgestaltendem sowie Seltenheitswert | 09301542 |
| Direkt Bild zu diesem Denkmal hochladen | Wegestein                                                                                            | Obercarsdorf (Karte)   | bezeichnet 1852 (Wegestein) | verkehrsgeschichtlich von Bedeutung | 09277353 |
| Direkt Bild zu diesem Denkmal hochladen | Vorwerk Oberhäslich                                                                                  | Oberhäslich (Karte)    | bezeichnet 1772 (Wirtschaftsgebäude); um 1900 (Anbau am Wirtschaftsgebäude); bezeichnet 1778 (Herrenhaus); um 1920 (Transformatorenstation)                                                                                     | Ehemaliges Herrenhaus, ehemaliges Wirtschaftsgebäude und zwei weitere Wirtschaftsgebäude eines ehemaligen Vorwerks, davor Transformatorenhäuschen; strukturprägender Vierseithof, ortshistorische und architektonische Bedeutung, davor Fachwerk-Transformatorenhäuschen (Technisches Denkmal) | 08963073 |
| Direkt Bild zu diesem Denkmal hochladen | Bogenbrücke, Haustein, zwei Bogen                                                                    | Paulsdorf (Karte)      | um 1910 (Straßenbrücke) | im Zusammenhang mit der Talsperre errichtet | 08963390 |
| Direkt Bild zu diesem Denkmal hochladen | Bogenbrücke, Bruchstein und Haustein                                                                 | Reichstädt (Karte)     | | technisches Denkmal | 08963134 |
| Direkt Bild zu diesem Denkmal hochladen | Wegestein                                                                                            | Reichstädt (Karte)     | 19. Jahrhundert (Wegestein) | verkehrsgeschichtlich von Bedeutung | 08963113 |
| Direkt Bild zu diesem Denkmal hochladen | Reichstädter Windmühle                                                                               | Reichstädt (Karte)     | bezeichnet 1850 (Schrotmühle) | Turmholländer mit Ausstattung; kleinste und am höchsten gelegene Windmühle Deutschlands, technik- und ortshistorisch von Interesse, singulär | 08963095 |
| Direkt Bild zu diesem Denkmal hochladen | Ländliche Bruchsteinbogenbrücke                                                                      | Reichstädt (Karte)     | 19. Jahrhundert (Straßenbrücke) | heimatgeschichtliche Bedeutung | 09306326 |
| Direkt Bild zu diesem Denkmal hochladen | Buschmühle                                                                                           | Reichstädt (Karte)     | um 1800 (Mühle) | Mühlenanwesen; ortshistorisch bedeutend | 08963110 |
| Direkt Bild zu diesem Denkmal hochladen | Ländliche Bruchsteinbogenbrücke                                                                      | Reichstädt             | 19. Jahrhundert (Straßenbrücke) | heimatgeschichtliche Bedeutung | 09306327 |
| Direkt Bild zu diesem Denkmal hochladen | Zwei Wegesteine                                                                                      | Reichstädt (Karte)     | 19. Jahrhundert (Wegestein) | verkehrsgeschichtlich von Bedeutung | 08963127 |
| Direkt Bild zu diesem Denkmal hochladen | Hofmühle                                                                                             | Reichstädt (Karte)     | bezeichnet 1841, Kern vermutlich älter (Mühle) | Mühlenanwesen (Obergeschoss Fachwerk), mit Inschrifttafel; bau- und ortsgeschichtlich von Bedeutung | 08963137 |
| Direkt Bild zu diesem Denkmal hochladen | Wegestein                                                                                            | Reinberg (Karte)       | 19. Jahrhundert (Wegestein) | verkehrshistorisch von Bedeutung | 08963078 |
| Direkt Bild zu diesem Denkmal hochladen | Wegestein                                                                                            | Reinberg (Karte)       | bezeichnet 1835 (Wegestein) | verkehrshistorisch relevant | 09303490 |
| Direkt Bild zu diesem Denkmal hochladen | Teichmühle                                                                                           | Reinberg (Karte)       | bezeichnet 1835 (Wohnmühlenhaus); 1845 (Seitengebäude, Auskunft); bezeichnet 1797 (Kellergewölbe Seitengebäude) | Mühle mit Wohnmühlenhaus, Seitengebäude, Damm, Brücke mit Wehr und Reste des Wasserbaus; Mühlenanwesen von ortshistorischer und technikgeschichtlicher Bedeutung | 08963076 |
| Direkt Bild zu diesem Denkmal hochladen | Wegestein                                                                                            | Reinberg (Karte)       | 2. Hälfte 19. Jahrhundert (Wegestein) | verkehrsgeschichtlich von Bedeutung | 08963080 |
| Direkt Bild zu diesem Denkmal hochladen | Bogenbrücke                                                                                          | Reinholdshain (Karte)  | wahrscheinlich 19. Jahrhundert (Straßenbrücke) | technisches Denkmal | 08963092 |
| Direkt Bild zu diesem Denkmal hochladen | Wegestein                                                                                            | Reinholdshain (Karte)  | 19. Jahrhundert (Wegestein) | verkehrsgeschichtlich von Bedeutung | 08963090 |
| Direkt Bild zu diesem Denkmal hochladen | Wegestein                                                                                            | Reinholdshain (Karte)  | bezeichnet 1837 (Wegestein) | verkehrshistorisch relevant | 09303491 |
| Direkt Bild zu diesem Denkmal hochladen | Wohnhaus mit Schmiede sowie Mord- und Sühnekreuz in der Einfriedung                                  | Reinholdshain (Karte)  | 1887 (Wohnhaus) | im ursprünglichen Aussehen weitgehend erhalten, ortsgeschichtlich relevant | 08963089 |
| Direkt Bild zu diesem Denkmal hochladen | Wegestein                                                                                            | Sadisdorf (Karte)      | 19. Jahrhundert (Wegestein) | verkehrsgeschichtlich von Bedeutung | 09304070 |
| Direkt Bild zu diesem Denkmal hochladen | Mundloch eines Stollen                                                                               | Sadisdorf (Karte)      | | technikhistorisches Denkmal | 09277428 |
| Direkt Bild zu diesem Denkmal hochladen | Weißeritztalbahn (Sachgesamtheit)                                                                    | Schmiedeberg (Karte)   | 1919–1922, Viadukt Schmiedeberg mit EÜ Schenkgasse (Eisenbahnanlage); 1924, Bahnhof Schmiedeberg (Eisenbahnanlage); 1930, Haltepunkt Buschmühle (Eisenbahnanlage)                                                               | Sachgesamtheitsbestandteil der Sachgesamtheit Weißeritztalbahn, Teilabschnitt Schmiedeberg, OT Schmiedeberg, mit folgenden Einzeldenkmalen: Viadukt Schmiedeberg mit Eisenbahnüberführung Schenkgasse, Bahnhof Schmiedeberg mit Empfangsgebäude und Güterschuppen sowie Haltepunkt Buschmühle (siehe Einzeldenkmalliste OT Schmiedeberg -Obj. 09301547, siehe auch Sachgesamtheitsliste, Gemeinde Freital, OT Hainsberg -Obj. 09301531); Sachgesamtheit mit Gleiskörper (Sachgesamtheitsteil), Technik und allen Hochbauten sowie Brücken der Weißeritztalbahn in den Gemeinden Freital (OT Hainsberg), Rabenau (OT Rabenau, Lübau, Spechtritz, Oelsa), Dippoldiswalde (OT Malter, Dippoldiswalde, Ulberndorf), Schmiedeberg (OT Obercarsdorf, Schmiedeberg, Naundorf) und Altenberg (OT Oberbärenburg, Kurort Kipsdorf), bedeutendes Denkmal der sächsischen Verkehrsgeschichte, eine der ältesten Schmalspurbahnen Deutschlands, von geschichtlichem, wissenschaftlichdokumentarischem, landschaftsgestaltendem sowie Seltenheitswert | 09301546 |
| Direkt Bild zu diesem Denkmal hochladen | Wegestein                                                                                            | Schmiedeberg (Karte)   | 19. Jahrhundert (Wegestein) | verkehrsgeschichtlich von Bedeutung | 09278038 |
| Direkt Bild zu diesem Denkmal hochladen | Wegestein                                                                                            | Schmiedeberg (Karte)   | 19. Jahrhundert (Wegestein) | verkehrsgeschichtlich von Bedeutung | 09278043 |
| Weitere Bilder                          | Weißeritztalbahn (Sachgesamtheit); Bahnhof Schmiedeberg; Haltepunkt Buschmühle; Viadukt Schmiedeberg | Schmiedeberg (Karte)   | 1924, Bahnhof Schmiedeberg (Personenbahnhof); 1930, Haltepunkt Buschmühle (Personenbahnhof); 1924, Bahnhof Schmiedeberg (Empfangsgebäude); 1930, Haltepunkt Buschmühle (Wartehalle); 1924, Bahnhof Schmiedeberg (Güterschuppen) | Einzeldenkmale der Sachgesamtheit Weißeritztalbahn, Teilabschnitt Schmiedeberg, OT Schmiedeberg: Viadukt Schmiedeberg mit Eisenbahnüberführung Schenkgasse, Bahnhof Schmiedeberg mit Empfangsgebäude und Güterschuppen sowie Haltepunkt Buschmühle (siehe auch Sachgesamtheitsliste OT Schmiedeberg -Obj. 09301546); von geschichtlichem, wissenschaftlichdokumentarischem, landschaftsgestaltendem sowie Seltenheitswert | 09301547 |
| Direkt Bild zu diesem Denkmal hochladen | Mühlenbauanstalt und Maschinenfabrik Gebrüder Seck -Zweigwerk Schmiedeberg (ehem.)                   | Schmiedeberg (Karte)   | 1912–1913 (Gießerei); 1912–1913 (Fabrikgebäude) | Fabrikgebäude der ehemaligen Gießerei; straßenbildprägend durch Reihung der Segmentbzw. Rundbögen, orts- und technikgeschichtlich von Bedeutung, architektonisch wertvoll | 09278066 |
| Direkt Bild zu diesem Denkmal hochladen | Buschmühle                                                                                           | Schmiedeberg (Karte)   | 2. Hälfte 19. Jahrhundert (Mühle) | Mühlenanwesen mit Mühlengebäude (mit Anbau), zwei Wohnhäusern und einer Scheune; ortshistorisch relevant, war einst auch Gasthaus | 09278060 |
| Direkt Bild zu diesem Denkmal hochladen | Weißeritztalbahn (Sachgesamtheit)                                                                    | Schmiedeberg (Karte)   | 1919–1922, Viadukt Schmiedeberg mit EÜ Schenkgasse (Eisenbahnanlage); 1924, Bahnhof Schmiedeberg (Eisenbahnanlage); 1930, Haltepunkt Buschmühle (Eisenbahnanlage)                                                               | Sachgesamtheitsbestandteil der Sachgesamtheit Weißeritztalbahn, Teilabschnitt Schmiedeberg, OT Schmiedeberg, mit folgenden Einzeldenkmalen: Viadukt Schmiedeberg mit Eisenbahnüberführung Schenkgasse, Bahnhof Schmiedeberg mit Empfangsgebäude und Güterschuppen sowie Haltepunkt Buschmühle (siehe Einzeldenkmalliste OT Schmiedeberg -Obj. 09301547, siehe auch Sachgesamtheitsliste, Gemeinde Freital, OT Hainsberg -Obj. 09301531); Sachgesamtheit mit Gleiskörper (Sachgesamtheitsteil), Technik und allen Hochbauten sowie Brücken der Weißeritztalbahn in den Gemeinden Freital (OT Hainsberg), Rabenau (OT Rabenau, Lübau, Spechtritz, Oelsa), Dippoldiswalde (OT Malter, Dippoldiswalde, Ulberndorf), Schmiedeberg (OT Obercarsdorf, Schmiedeberg, Naundorf) und Altenberg (OT Oberbärenburg, Kurort Kipsdorf), bedeutendes Denkmal der sächsischen Verkehrsgeschichte, eine der ältesten Schmalspurbahnen Deutschlands, von geschichtlichem, wissenschaftlichdokumentarischem, landschaftsgestaltendem sowie Seltenheitswert | 09301546 |
| Direkt Bild zu diesem Denkmal hochladen | Weißeritztalbahn (Sachgesamtheit); Bahnhof Schmiedeberg; Haltepunkt Buschmühle; Viadukt Schmiedeberg | Schmiedeberg (Karte)   | 1924, Bahnhof Schmiedeberg (Personenbahnhof); 1930, Haltepunkt Buschmühle (Personenbahnhof); 1924, Bahnhof Schmiedeberg (Empfangsgebäude); 1930, Haltepunkt Buschmühle (Wartehalle); 1924, Bahnhof Schmiedeberg (Güterschuppen) | Einzeldenkmale der Sachgesamtheit Weißeritztalbahn, Teilabschnitt Schmiedeberg, OT Schmiedeberg: Viadukt Schmiedeberg mit Eisenbahnüberführung Schenkgasse, Bahnhof Schmiedeberg mit Empfangsgebäude und Güterschuppen sowie Haltepunkt Buschmühle (siehe auch Sachgesamtheitsliste OT Schmiedeberg -Obj. 09301546); von geschichtlichem, wissenschaftlichdokumentarischem, landschaftsgestaltendem sowie Seltenheitswert | 09301547 |
| Direkt Bild zu diesem Denkmal hochladen | Kupfergrübener Stolln                                                                                | Schmiedeberg (Karte)   | 1928 (Mundloch) | Stollnmundloch; bergbaugeschichtlich von Bedeutung | 09278091 |
| Direkt Bild zu diesem Denkmal hochladen | Wegestein                                                                                            | Schönfeld (Karte)      | 19. Jahrhundert (Wegestein) | verkehrsgeschichtlich von Bedeutung | 09278088 |
| Direkt Bild zu diesem Denkmal hochladen | Wegestein                                                                                            | Schönfeld (Karte)      | 19. Jahrhundert (Wegestein) | verkehrsgeschichtlich von Bedeutung | 09278089 |
| Direkt Bild zu diesem Denkmal hochladen | Wegestein                                                                                            | Schönfeld (Karte)      | 19. Jahrhundert (Wegestein) | verkehrsgeschichtlich von Bedeutung | 09278110 |
| Direkt Bild zu diesem Denkmal hochladen | Wegestein                                                                                            | Schönfeld (Karte)      | 19. Jahrhundert (Wegestein) | verkehrsgeschichtlich von Bedeutung | 09278084 |
| Direkt Bild zu diesem Denkmal hochladen | Kempemühle                                                                                           | Schönfeld (Karte)      | 1896 (Vertikalgatter) | Technische Ausstattung der Mühle (Sägegatter, Wasserrad, Transmission); technikgeschichtlich von Bedeutung | 09301701 |
| Direkt Bild zu diesem Denkmal hochladen | Wegestein                                                                                            | Seifersdorf            | bezeichnet 1836 (Wegestein) | verkehrsgeschichtliche Relevanz | 09306370 |
| Direkt Bild zu diesem Denkmal hochladen | Weißeritztalbahn (Sachgesamtheit)                                                                    | Seifersdorf (Karte)    | 1881–1910 (Eisenbahnanlage) | Sachgesamtheitsbestandteil der Sachgesamtheit Weißeritztalbahn, Teilabschnitt Dippoldiswalde, OT Seifersdorf -Rabenau, OT Oelsa, auf der Gemarkung Großoelsa (Gemeinde Rabenau, OT Oelsa) mit folgenden Einzeldenkmalen: Bahnhof Seifersdorf, bestehend aus a) Empfangsgebäude mit ehemaliger Fahrkartenausgabe, Gepäckabfertigung und Dienstraum, b) daneben Lampenstube, c) Toilettenhäuschen, d) Güterboden auf der anderen Gleisseite, sowie gemeinde- und gemarkungsübergreifend teilweise auf Gemarkung Großoelsa (Gemeinde Rabenau, OT Oelsa) und teilweise auf Gemarkung Seifersdorf (Gemeinde Dippoldiswalde, OT Seifersdorf) mit folgenden Einzeldenkmalen: Stützmauer südwestlich des Bahnhofs sowie dreibogige Brücke nördlich des Bahnhofs, auf der Gemarkung Seifersdorf (Gemeinde Dippoldiswalde, OT Seifersdorf) bei Bergstraße 6 mit dem Einzeldenkmal: Betonbrücke des ehemaligen Streckenverlaufs (siehe Einzeldenkmalliste, Dippoldiswalde, OT Seifersdorf -Obj. 09301534, siehe auch den dazugehörenden Teil in der Gemeinde Rabenau, OT Oelsa, Einzeldenkmalliste -Obj. 09303661, siehe auch Sachgesamtheitsliste, Gemeinde Freital, OT Hainsberg -Obj. 09301531); Sachgesamtheit mit Gleiskörper (Sachgesamtheitsteile), Technik und allen Hochbauten sowie Brücken der Weißeritztalbahn in den Gemeinden Freital (OT Hainsberg), Rabenau (OT Rabenau, Lübau, Spechtritz, Oelsa), Dippoldiswalde (OT Malter, Dippoldiswalde, Ulberndorf), | 09301533 |
| Direkt Bild zu diesem Denkmal hochladen | Straßenbrücke (Bogenbrücke) über die Rote Weißeritz                                                  | Seifersdorf (Karte)    | bezeichnet 1911 (Straßenbrücke) | technisches Denkmal | 08963342 |
| Weitere Bilder                          | Weißeritztalbahn (Sachgesamtheit); Bahnhof Seifersdorf                                               | Seifersdorf            | 1881 (Betonbrücke); um 1900 (dreibogige Brücke, gemeinde- und gemarkungsübergreifend; Stützmauer) | Einzeldenkmale der Sachgesamtheit Weißeritztalbahn, Teilabschnitt Dippoldiswalde, OT Seifersdorf -Rabenau, OT Oelsa sind gemeinde- und gemarkungsübergreifend auf der Gemarkung Großoelsa (Gemeinde Rabenau, OT Oelsa): Bahnhof Seifersdorf, bestehend aus a) Empfangsgebäude mit ehemaliger Fahrkartenausgabe, Gepäckabfertigung und Dienstraum, b) daneben Lampenstube, c) Toilettenhäuschen, d) Güterboden, teilweise auf der Gemarkung Großoelsa (Gemeinde Rabenau, OT Oelsa) und teilweise auf der Gemarkung Seifersdorf (Gemeinde Dippoldiswalde, OT Seifersdorf): Stützmauer südwestlich des Bahnhofs sowie dreibogige Brücke nördlich des Bahnhofs, auf der Gemarkung Seifersdorf (Gemeinde Dippoldiswalde, OT Seifersdorf): Betonbrücke des ehemaligen Streckenverlaufs (bei Bergstraße 6) (siehe auch Sachgesamtheitsliste, Gemeinde Dippoldiswalde, OT Seifersdorf -Obj. 09301533, siehe auch den dazugehörigen Teil in der Gemeinde Rabenau, OT Oelsa -Obj. 09303660 sowie die Einzeldenkmalliste, OT Oelsa -Obj. 09303661); von geschichtlichem, wissenschaftlichdokumentarischem, landschaftsgestaltendem sowie Seltenheitswert | 09301534 |
| Direkt Bild zu diesem Denkmal hochladen | Wegestein                                                                                            | Ulberndorf (Karte)     | 2. H. 19. Jahrhundert (Wegestein) | verkehrsgeschichtlich von Bedeutung | 09303496 |
| Direkt Bild zu diesem Denkmal hochladen | Weißeritztalbahn (Sachgesamtheit)                                                                    | Ulberndorf (Karte)     | E. 19. Jahrhundert (Bahnwärterhaus) | Sachgesamtheitsbestandteil der Sachgesamtheit Weißeritztalbahn, Teilabschnitt Dippoldiswalde, OT Ulberndorf mit dem Einzeldenkmal: ehemaliges Bahnwärterhaus (siehe Einzeldenkmalliste, OT Ulberndorf -Obj. 09301540, siehe auch Sachgesamtheitsliste, Gemeinde Freital, OT Hainsberg -Obj. 09301531); Sachgesamtheit mit Gleiskörper (Sachgesamtheitsteile), Technik und allen Hochbauten sowie Brücken der Weißeritztalbahn in den Gemeinden Freital (OT Hainsberg), Rabenau (OT Rabenau, Lübau, Spechtritz, Oelsa), Dippoldiswalde (OT Malter, Dippoldiswalde, Ulberndorf), Schmiedeberg (OT Obercarsdorf, Schmiedeberg, Naundorf) und Altenberg (OT Oberbärenburg, Kurort Kipsdorf), bedeutendes Denkmal der sächsischen Verkehrsgeschichte, eine der ältesten Schmalspurbahnen Deutschlands, von geschichtlichem, wissenschaftlichdokumentarischem, landschaftsgestaltendem sowie Seltenheitswert | 09301539 |
| Direkt Bild zu diesem Denkmal hochladen | Wegestein                                                                                            | Ulberndorf (Karte)     | bezeichnet 1836 (Wegestein) | verkehrsgeschichtlich von Bedeutung | 08963021 |
| Direkt Bild zu diesem Denkmal hochladen | Weißeritztalbahn (Sachgesamtheit)                                                                    | Ulberndorf             | E. 19. Jahrhundert (Bahnwärterhaus) | Einzeldenkmal der Sachgesamtheit Weißeritztalbahn, Teilabschnitt Dippoldiswalde, OT Ulberndorf: ehemaliges Bahnwärterhaus (siehe auch Sachgesamtheitsliste, OT Ulberndorf -Obj. 09301539); von geschichtlichem, wissenschaftlichdokumentarischem, landschaftsgestaltendem sowie Seltenheitswert | 09301540 |

## Dohma
| Bild                                    | Bezeichnung | Lage          | Datierung                                                                | Beschreibung | ID       |
| --------------------------------------- | --- | ------------- | ------------------------------------------------------------------------ | --- | -------- |
|                                         | Sachgesamtheit Königlich-Sächsische Triangulierung ("Europäische Gradmessung im Königreich Sachsen"); Station 57 Cottaer Spitzberg | Cotta         | bezeichnet 1865 (Triangulationssäule)                                    | Triangulationssäule; Station der Königlich-Sächsischen Triangulation, Netz 2. Ordnung, wissenschaftlich und technikgeschichtlich von Bedeutung | 09305061 |
| Direkt Bild zu diesem Denkmal hochladen | Wegestein | Cotta (Karte) | bezeichnet 1874 (Wegestein)                                              | alte Ortslage Großcotta, verkehrsgeschichtlich von Bedeutung | 09223988 |
| Direkt Bild zu diesem Denkmal hochladen | Transformatorenhaus | Cotta (Karte) | um 1910 (Transformatorenstation)                                         | technikgeschichtlich von Bedeutung | 09299980 |
| Direkt Bild zu diesem Denkmal hochladen | Protzemühle; Brotbäckerei und Mühlenwerke Julius Protze; Neundorfer Mühle                                                          | Cotta (Karte) | erste Erwähnung 1575 (Mühle); ab 1800 (Wohnhaus); ab 1800 (Nebengebäude) | Mühle mit Mühlengebäude (Nr. 16e), Wohngebäude (ausgeschlossen das neuere Wohngebäude) sowie Nebengebäude (Nr. 16d, mit Wohn- und Scheunenteil); neuere große Mühlengebäude hintere Teil ruinös, Wohngebäude mit Fachwerk-Obergeschoss, massives Nebengebäude, baugeschichtlich und ortsgeschichtlich von Bedeutung | 09225540 |
| Direkt Bild zu diesem Denkmal hochladen | Wohnhaus und zwei Seitengebäude eines Mühlenanwesens                                                                               | Dohma (Karte) | bezeichnet 1863 (Wohnhaus)                                               | im Giebel Müllerwappen und Inschrift, bezeichnet 1863, baugeschichtlich und ortsgeschichtlich von Bedeutung | 09224055 |
| Direkt Bild zu diesem Denkmal hochladen | Eisenbahnstrecke Pirna -Großcotta                                                                                                  | Dohma (Karte) | 1894 (Eisenbahnbrücke)                                                   | Reste der Eisenbahnbrücke über die Straße Zum Heideberg sowie Bahndamm und Tunnel der Strecke Pirna -Großcotta; eisenbahngeschichtlich von Bedeutung | 09224051 |

## Dohna, Stadt
| Bild                                    | Bezeichnung                                                   | Lage              | Datierung | Beschreibung | ID       |
| --------------------------------------- | ------------------------------------------------------------- | ----------------- | --- | --- | -------- |
| Direkt Bild zu diesem Denkmal hochladen | Wegestein                                                     | Borthen (Karte)   | 19. Jahrhundert (Wegestein)                                                                                     | verkehrsgeschichtlich von Bedeutung | 09229990 |
| Direkt Bild zu diesem Denkmal hochladen | Wegestein                                                     | Borthen (Karte)   | 19. Jahrhundert (Wegestein)                                                                                     | verkehrsgeschichtlich von Bedeutung | 09229989 |
| Direkt Bild zu diesem Denkmal hochladen | Wegestein                                                     | Borthen (Karte)   | 19. Jahrhundert (Wegestein)                                                                                     | verkehrsgeschichtlich von Bedeutung | 09229988 |
| Direkt Bild zu diesem Denkmal hochladen | Wegestein                                                     | Borthen (Karte)   | 19. Jahrhundert (Wegestein)                                                                                     | verkehrsgeschichtlich von Bedeutung | 09223902 |
| Direkt Bild zu diesem Denkmal hochladen | Mühlgraben                                                    | Dohna (Karte)     | 16. Jahrhundert und später (Mühlgraben)                                                                         | Mühlgraben (teilweise überdeckt) mit allen wassertechnischen Anlagen (siehe auch Mühlgraben Heidenau, Stadt -Gemarkungen Mügeln und Gommern, Obj. 09229240); von ortsgeschichtlicher, stadtbildprägender, wirtschaftsgeschichtlicher und technikgeschichtlicher Bedeutung | 09224911 |
| Direkt Bild zu diesem Denkmal hochladen | Wasserhochbehälter                                            | Dohna (Karte)     | um 1900 (Wasserhochbehälter)                                                                                    | technikgeschichtlich von Bedeutung | 09222252 |
| Direkt Bild zu diesem Denkmal hochladen | Müglitztalbahn (Sachgesamtheit)                               | Dohna (Karte)     | 1938 (Eisenbahnanlage); 1938 (Gamiger Straße); 1938 (Dohna Fluorchemie GmbH); 1938 (Sachgesamtheitsbestandteil) | Sachgesamtheitsbestandteil der Sachgesamtheit Müglitztalbahn, Teilabschnitt Dohna, OT Dohna, OT Gamig mit den Einzeldenkmalen: Bahnhof Dohna mit Anbauten und Güterschuppen (siehe Einzeldenkmalliste -Obj. 09302465), Anschlussstellwerk BHG Dohna (siehe Einzeldenkmalliste -Obj. 09302466), Eisenbahnbrücke Sürßener Weg OT Gamig (siehe Einzeldenkmalliste -Obj. 09302467) und die Straßenüberführung Ploschwitzer Höhe (siehe Einzeldenkmalliste -Obj. 09302469) sowie den Sachgesamtheitsteilen: Brücke Mühlgraben (km 2,118), Anschlussstellwerk Stahlziehwerk Dohna (km 2,2), Anschlussstellwerk VEB Druckguss Heidenau, Brücke Mühlgraben (km 2,349), Rietzschkebrücke (km 2,457), Eisenbahnüberführung Gamiger Straße (km 2,841) und Anschlussstellwerk Dohna Fluorchemie GmbH (km 4,355) sowie dem Gleiskörper (siehe auch Sachgesamtheitsliste, Gemeinde Heidenau -Obj. 09221668); Sachgesamtheit mit Hochbauten und Ingenieurbauten sowie den erhaltenen Zeugnissen der alten Schmalspurbahn in den Gemeinden Heidenau (ohne OT), Dohna (OT Dohna, Köttwitz), Müglitztal (OT Weesenstein, Burkhardtswalde, Mühlbach), Liebstadt (OT Großröhrsdorf), Glashütte (OT Bärenhecke, Cunnersdorf, Schlottwitz, Neudörfel, Rückenhain, Dittersdorf, Glashütte) und Altenberg (OT Bärenstein, Altenberg, Geising, Lauenstein), singuläre Anlage von überregionaler geschichtlicher Bedeutung | 09302460 |
| Direkt Bild zu diesem Denkmal hochladen | Kursächsische Postmeilensäulen (Sachgesamtheit)               | Dohna (Karte)     | bezeichnet 1731 (Postdistanzsäule)                                                                              | Postmeilensäule; Kopie der Distanzsäule, verkehrsgeschichtlich von Bedeutung | 09221502 |
| Weitere Bilder                          | Fleischerbrunnen; Metzgerbrunnen                              | Dohna (Karte)     | 1911 (Brunnen)                                                                                                  | Figurenbrunnen; künstlerisch und platzbildprägend von Bedeutung | 09220713 |
| Direkt Bild zu diesem Denkmal hochladen | Schlossmühle                                                  | Dohna (Karte)     | 3. Viertel 19. Jahrhundert (Mühle)                                                                              | Mühlengebäude; ortsgeschichtlich und wirtschaftsgeschichtlich von Bedeutung | 09221470 |
| Direkt Bild zu diesem Denkmal hochladen | Müglitztalbahn (Sachgesamtheit); Bahnhof Dohna                | Dohna (Karte)     | 1940 (Wartehalle); 19. Jahrhundert (Güterbahnhof); 1939 (Güterschuppen); 1890 (Güterboden)                      | Einzeldenkmal der Sachgesamtheit Müglitztalbahn, Teilabschnitt Dohna, OT Dohna: Bahnhofsgebäude mit Anbauten und Güterschuppen (siehe auch Sachgesamtheitsliste, OT Dohna -Obj. 09302460); eisenbahngeschichtlich, ortsgeschichtlich und verkehrsgeschichtlich von Bedeutung | 09302465 |
| Direkt Bild zu diesem Denkmal hochladen | Müglitztalbahn (Sachgesamtheit); Bahnhof Dohna                | Dohna (Karte)     | 1940 (Wartehalle); 19. Jahrhundert (Güterbahnhof); 1939 (Güterschuppen); 1890 (Güterboden)                      | Einzeldenkmal der Sachgesamtheit Müglitztalbahn, Teilabschnitt Dohna, OT Dohna: Bahnhofsgebäude mit Anbauten und Güterschuppen (siehe auch Sachgesamtheitsliste, OT Dohna -Obj. 09302460); eisenbahngeschichtlich, ortsgeschichtlich und verkehrsgeschichtlich von Bedeutung | 09302465 |
| Direkt Bild zu diesem Denkmal hochladen | Müglitztalbahn (Sachgesamtheit); Anschlussstellwerk BHG Dohna | Dohna (Karte)     | 1938-? (Anschlussstellwerk)                                                                                     | Einzeldenkmal der Sachgesamtheit Müglitztalbahn, Teilabschnitt Dohna, OT Dohna: Anschlussstellwerk BHG Dohna (siehe auch Sachgesamtheitsliste, OT Dohna -Obj. 09302460); eisenbahngeschichtlich und verkehrsgeschichtlich von Bedeutung | 09302466 |
| Direkt Bild zu diesem Denkmal hochladen | Kursächsische Postmeilensäulen (Sachgesamtheit)               | Dohna (Karte)     | bezeichnet 1732 (Viertelmeilenstein)                                                                            | Postmeilensäule; Kopie eines Viertelmeilensteins, verkehrsgeschichtlich von Bedeutung | 09221535 |
| Direkt Bild zu diesem Denkmal hochladen | Müglitztalbahn (Sachgesamtheit); Brücke Sürßener Weg          | Gamig (Karte)     | 1938 (Eisenbahnbrücke)                                                                                          | Einzeldenkmale der Sachgesamtheit Müglitztalbahn, Teilabschnitt Dohna, OT Gamig: Eisenbahnüberführung Sürßener Weg (siehe auch Sachgesamtheitsliste, OT Dohna -Obj. 09302460); eisenbahngeschichtlich und verkehrsgeschichtlich von Bedeutung | 09302467 |
| Direkt Bild zu diesem Denkmal hochladen | Zwei Wegesteine                                               | Gorknitz          | 19. Jahrhundert (Wegestein)                                                                                     | verkehrsgeschichtlich von Bedeutung | 09223965 |
| Direkt Bild zu diesem Denkmal hochladen | Straßenbrücke über den Gorknitzbach                           | Gorknitz (Karte)  | 19. Jahrhundert (Straßenbrücke)                                                                                 | Sandsteinbogenbrücke, baugeschichtlich von Bedeutung | 09223946 |
| Direkt Bild zu diesem Denkmal hochladen | Müglitztalbahn (Sachgesamtheit); Köttewitzer Tunnel           | Köttewitz (Karte) | 1936–1937 (Eisenbahntunnel)                                                                                     | Einzeldenkmal der Sachgesamtheit Müglitztalbahn, Teilabschnitt Dohna, OT Köttewitz: Tunnel der Müglitztalbahn (siehe auch Sachgesamtheitsliste, OT Köttewitz -Obj. 09302470); eisenbahngeschichtlich, ortsgeschichtlich und verkehrsgeschichtlich von Bedeutung | 09223142 |
| Direkt Bild zu diesem Denkmal hochladen | Müglitztalbahn (Sachgesamtheit)                               | Köttewitz (Karte) | 1937–1938 (Eisenbahnanlage)                                                                                     | Sachgesamtheitsbestandteil der Sachgesamtheit Müglitztalbahn, Teilabschnitt Dohna, OT Köttewitz, mit den Einzeldenkmalen: Haltepunkt Köttewitz (siehe Einzeldenkmalliste -Obj. 09223149), Viadukt Köttewitz (siehe Einzeldenkmalliste -Obj. 09302472), Tunnel Köttewitz (siehe Einzeldenkmalliste -Obj. 09223142) und Haltepunkt Weesenstein (siehe Einzeldenkmalliste -Obj. 09223119) sowie dem Sachgesamtheitsteil: Durchlass (km 5,203) und Gleiskörper (siehe auch Sachgesamtheitsliste, Gemeinde Heidenau -Obj. 09221668); Sachgesamtheit mit Hochbauten und Ingenieurbauten sowie den erhaltenen Zeugnissen der alten Schmalspurbahn in den Gemeinden Heidenau (ohne OT), Dohna (OT Dohna, Köttwitz), Müglitztal (OT Weesenstein, Burkhardtswalde, Mühlbach), Liebstadt (OT Großröhrsdorf), Glashütte (OT Bärenhecke, Cunnersdorf, Schlottwitz, Neudörfel, Rückenhain, Dittersdorf, Glashütte) und Altenberg (OT Bärenstein, Altenberg, Geising, Lauenstein), singuläre Anlage von überregionaler geschichtlicher Bedeutung | 09302470 |
| Direkt Bild zu diesem Denkmal hochladen | Müglitztalbahn (Sachgesamtheit); Viadukt Köttewitz            | Köttewitz (Karte) | 1937 (Viadukt)                                                                                                  | Einzeldenkmal der Sachgesamtheit Müglitztalbahn, Teilabschnitt Dohna, OT Köttewitz: Eisenbahn-Talbrücke (siehe auch Sachgesamtheitsliste, OT Köttewitz -Obj. 09302470); Betonbogen-Brücke, eisenbahngeschichtlich, ortsgeschichtlich und verkehrsgeschichtlich von Bedeutung | 09302472 |
| Direkt Bild zu diesem Denkmal hochladen | Müglitztalbahn (Sachgesamtheit); Haltepunkt Köttewitz         | Köttewitz (Karte) | 1938–1939 (Empfangsgebäude); 1939 (Güterschuppen)                                                               | Einzeldenkmal der Sachgesamtheit Müglitztalbahn, Teilabschnitt Dohna, OT Köttewitz: Empfangsgebäude des Bahnhofs Köttewitz, dazu unterhalb gelegener Güterschuppen im Tal (siehe auch Sachgesamtheitsliste, OT Köttewitz -Obj. 09302470); beides Holzbauten, das Empfangsgebäude mit Uhrentürmchen als Dachreiter, eisenbahngeschichtlich, ortsgeschichtlich und verkehrsgeschichtlich von Bedeutung | 09223149 |
| Direkt Bild zu diesem Denkmal hochladen | Müglitztalbahn (Sachgesamtheit); Bahnhof Weesenstein          | Köttewitz (Karte) | 1938 (Empfangsgebäude)                                                                                          | Einzeldenkmal der Sachgesamtheit Müglitztalbahn, Teilabschnitt Dohna, OT Köttewitz: Empfangsgebäude des Bahnhofs Weesenstein (siehe auch Sachgesamtheitsliste, OT Köttewitz -Obj. 09302470); Putzbau mit Uhrentürmchen und über vier Stützen vorgezogenem Walmdach, eisenbahngeschichtlich, ortsgeschichtlich und verkehrsgeschichtlich von Bedeutung | 09223119 |
| Direkt Bild zu diesem Denkmal hochladen | Kursächsische Postmeilensäulen (Sachgesamtheit)               | Meusegast (Karte) | bezeichnet 1729 (Ganzmeilensäule)                                                                               | Postmeilensäule; Kopie einer Ganzmeilensäule, verkehrsgeschichtlich von Bedeutung | 09223158 |
| Direkt Bild zu diesem Denkmal hochladen | Feuerwehrgerätehaus                                           | Röhrsdorf (Karte) | 19. Jahrhundert (Spritzenhaus)                                                                                  | ortsgeschichtliches und technisches Denkmal, baugeschichtlich von Bedeutung | 09303540 |

## Dorfhain
| Bild                                    | Bezeichnung                                 | Lage    | Datierung                          | Beschreibung | ID       |
| --------------------------------------- | ------------------------------------------- | ------- | ---------------------------------- | --- | -------- |
| Direkt Bild zu diesem Denkmal hochladen | Wegestein                                   | (Karte) | 19. Jahrhundert (Wegestein)        | verkehrsgeschichtlich von Bedeutung | 08964957 |
| Direkt Bild zu diesem Denkmal hochladen | Reicher-Silber-Segen-Stolln                 | (Karte) |                                    | Stolln; bergbaugeschichtlich von Bedeutung | 08964975 |
| Direkt Bild zu diesem Denkmal hochladen | Eisenbahnstrecke Dresden werdau             | (Karte) | Kern 1862 (Eisenbahnbrücke)        | Eisenbahnbrücke; verkehrsgeschichtlich und eisenbahngeschichtlich von Bedeutung | 08964974 |
| Direkt Bild zu diesem Denkmal hochladen | Eisenbahnstrecke Dresden werdau             | (Karte) | 1862 (im Kern)                     | Eisenbahnbrücke; verkehrsgeschichtlich und eisenbahngeschichtlich von Bedeutung | 08964972 |
| Direkt Bild zu diesem Denkmal hochladen | Aurora-Erbstolln                            | (Karte) | Ursprung 16. Jahrhundert (Stollen) | Stollen | 08964970 |
| Direkt Bild zu diesem Denkmal hochladen | Gottes-Neue-Hilfe-Stolln                    | (Karte) |                                    | Stolln; bergbaugeschichtlich von Bedeutung | 08964969 |
| Direkt Bild zu diesem Denkmal hochladen | Eisenbahnstrecke Dresden werdau             | (Karte) | im Kern 1862 (Eisenbahnbrücke)     | Eisenbahnbrücke; verkehrsgeschichtlich und eisenbahngeschichtlich von Bedeutung | 08964960 |
| Direkt Bild zu diesem Denkmal hochladen | Eisenbahnstrecke Dresden werdau             | (Karte) | im Kern 1862 (Eisenbahnbrücke)     | Eisenbahnbrücke; verkehrsgeschichtlich und eisenbahngeschichtlich von Bedeutung | 08964959 |
| Direkt Bild zu diesem Denkmal hochladen | Bruchstein-Bogenbrücke                      | (Karte) | bezeichnet 1909 (Straßenbrücke)    | Bruchstein-Bogenbrücke | 08964722 |
| Direkt Bild zu diesem Denkmal hochladen | Wasserkraftanlage mit Wohnhaus, davor Mauer | (Karte) | 1930er Jahre (Wasserwerk)          | technisches Denkmal | 08964942 |
| Direkt Bild zu diesem Denkmal hochladen | Sägegatter der Fa. Gebrüder Lein (Pirna)    | (Karte) | um 1905 (Sägegatter)               | technikgeschichtlich von Bedeutung | 09302888 |
| Direkt Bild zu diesem Denkmal hochladen | Wegestein                                   | (Karte) | 19. Jahrhundert (Wegestein)        | verkehrsgeschichtlich von Bedeutung | 08964958 |
| Direkt Bild zu diesem Denkmal hochladen | Hotel Unverhofft Glück (ehem.)              | (Karte) | um 1890 (Hotel)                    | Ehem. Hotel "Unverhofft Glück"; an der Stelle des 1885 abgebrochenen Huthauses gleichen Namens, ab 1925 Verwaltungsgebäude einer Fabrik; mit Einflüssen des Schweizerstils, baugeschichtliche und ortshistorische Relevanz                                     | 08964884 |
| Direkt Bild zu diesem Denkmal hochladen | Winkelmühle                                 | (Karte) | 1835–1836 (Mühle)                  | Wohnmühlenhaus und Produktionsgebäude mit Mühlenwappen-Supraporte sowie Reste des Wasserbaus (Teile des Wehrs und Mühlgrabens); Produktionsgebäude: Obergeschoss Fachwerk, zum Teil massiv ersetzt, weitgehend ursprünglich erhalten, ortshistorische Relevanz | 08964968 |
| Direkt Bild zu diesem Denkmal hochladen | Grenzstein                                  | (Karte) | Stein bezeichnet 1882 (Grenzstein) | ortsgeschichtlich von Bedeutung | 08964967 |
| Direkt Bild zu diesem Denkmal hochladen | Grenzstein                                  | (Karte) | 1882 (Grenzstein)                  | ortsgeschichtlich von Bedeutung | 08964941 |

## Dürrröhrsdorf-Dittersbach
| Bild                                    | Bezeichnung                                                        | Lage                              | Datierung | Beschreibung | ID       |
| --------------------------------------- | ------------------------------------------------------------------ | --------------------------------- | --- | --- | -------- |
| Direkt Bild zu diesem Denkmal hochladen | Mühle, Wohnstallhaus und Wohnhaus der ehemaligen Mühle             | Dobra (Karte)                     | 2. Hälfte 19. Jahrhundert (Mühle); 2. H. 19. Jahrhundert (Müllerwohnhaus); 1. H. 19. Jahrhundert (Wohnstallhaus) | Reste des Wasserbaus vorhanden, weitgehend im ursprünglichen Aussehen erhalten, exponierte Lage                                                                                                   | 09254379 |
| Direkt Bild zu diesem Denkmal hochladen | Teichständer (Sandstein)                                           | Dobra (Karte)                     | | Teichständer (Sandstein) | 09254394 |
| Direkt Bild zu diesem Denkmal hochladen | Teichständer (Sandstein)                                           | Dobra (Karte)                     | | Teichständer (Sandstein) | 09254392 |
| Direkt Bild zu diesem Denkmal hochladen | Teichständer (Sandstein)                                           | Dobra (Karte)                     | | Teichständer (Sandstein) | 09254395 |
| Weitere Bilder                          | Eisenbahnviadukt über die Wesenitz                                 | Dürrröhrsdorf-Dittersbach (Karte) | 1875 (Viadukt)                                                                                                   | aus regelmäßigen Sandsteinquadern, unverzichtbarer Bestandteil des Ortsbildes, eisenbahngeschichtlich, technikgeschichtlich und landschaftsgestaltend von Bedeutung                               | 09276884 |
| Weitere Bilder                          | Geipelmühle (ehem.)                                                | Dürrröhrsdorf-Dittersbach (Karte) | Kern der Gebäude vor 1881 (Mühle); 1916 f. Überformung des Produktionsgebäudes (Fabrikgebäude)                   | Produktionsgebäude mit Anbau, Fabrikantenwohnhaus, Garage, Seiten-/Stallgebäude (Kontor) sowie Reste des Wasserbaues (Wehr) eines Mühlenanwesens; bau- und ortsgeschichtliche Bedeutung           | 09227483 |
|                                         | Rothe-Mühle (ehem.); Merlinmühle                                   | Dürrröhrsdorf-Dittersbach (Karte) | bezeichnet 1827 (Müllerwohnhaus); bezeichnet 1947–1948 (Silo)                                                    | Mühlenensemble, bestehend aus Wohnhaus mit angebautem Mühlengebäude, Zwischentrakt, Siloturm und Mühlgraben; ortsgeschichtlich bedeutende Anlage                                                  | 09276881 |
|                                         | Straßenbrücke                                                      | Dürrröhrsdorf-Dittersbach (Karte) | um 1870 (Straßenbrücke)                                                                                          | einbogige Steinbrücke aus gleichmäßigen Sandsteinblöcken, Eisenbahnüberführung (Strecke nach Arnsdorf)                                                                                            | 09276353 |
| Weitere Bilder                          | Bahnhof Dürrröhrsdorf                                              | Dürrröhrsdorf-Dittersbach (Karte) | um 1870 (Personenbahnhof); um 1870 (Lokschuppen)                                                                 | Empfangsgebäude, 2 Stellwerkshäuschen, ein weiteres Bahnfunktionsgebäude sowie Lokschuppen des Bahnhofs; von ortsgeschichtlicher und verkehrsgeschichtlicher Bedeutung                            | 09276683 |
|                                         | Wegestein                                                          | Dürrröhrsdorf-Dittersbach (Karte) | 19. Jahrhundert (Wegestein)                                                                                      | verkehrsgeschichtlich von Bedeutung | 09276887 |
|                                         | Steinquaderbrücke                                                  | Dürrröhrsdorf-Dittersbach (Karte) | | Steinquaderbrücke | 09302971 |
|                                         | Kleine einbogige Sandsteinquaderbrücke                             | Dürrröhrsdorf-Dittersbach (Karte) | 19. Jahrhundert (Brücke)                                                                                         | Kleine einbogige Sandsteinquaderbrücke | 09276894 |
|                                         | Wegestein                                                          | Dürrröhrsdorf-Dittersbach (Karte) | 19. Jahrhundert (Wegestein)                                                                                      | verkehrsgeschichtlich von Bedeutung | 09276892 |
|                                         | Einbogige Sandsteinquaderbrücke                                    | Dürrröhrsdorf-Dittersbach (Karte) | 19. Jahrhundert (Brücke)                                                                                         | ortsbildprägend | 09276874 |
|                                         | Einbogige Sandsteinbrücke (Eisenbahnüberführung)                   | Dürrröhrsdorf-Dittersbach (Karte) | um 1870 (Eisenbahnbrücke)                                                                                        | Bestandteil des Ortsbildes | 09276337 |
| Weitere Bilder                          | Elbersdorfer Mühle                                                 | Elbersdorf (Karte)                | um 1900 (Mühle)                                                                                                  | Wohnmühlenhaus, weiteres Wohnhaus, Wohn- und Wirtschaftsgebäude und weiteres Mühlengebäude der Elbersdorfer Mühle sowie Stützmauer und Reste des Wasserbaues; ortshistorisch bedeutsames Ensemble | 09254396 |
| Direkt Bild zu diesem Denkmal hochladen | Wegestein                                                          | Porschendorf (Karte)              | bezeichnet 1834 (Wegestein)                                                                                      | verkehrsgeschichtlich von Bedeutung | 09276944 |
| Direkt Bild zu diesem Denkmal hochladen | Eisenbahnbrücke über die Wesenitz                                  | Porschendorf (Karte)              | 19. Jahrhundert (Eisenbahnbrücke)                                                                                | zweibogige Sandsteinquaderbrücke, wichtiger Bestandteil des Ortsbildes, verkehrsgeschichtlich von Bedeutung                                                                                       | 09276936 |
| Weitere Bilder                          | Porschendorfer Mühle                                               | Porschendorf (Karte)              | bezeichnet 1849 (Türsturz)                                                                                       | Mühle, Hauptgebäude mit Wirtschaftsgebäude (z. T. Fachwerk), mit Mühlgraben und Wehren | 09277861 |
| Direkt Bild zu diesem Denkmal hochladen | Kleine einbogige Sandsteinbrücke                                   | Wilschdorf (Karte)                | 19. Jahrhundert (Brücke)                                                                                         | Kleine einbogige Sandsteinbrücke | 09276024 |
| Direkt Bild zu diesem Denkmal hochladen | Einbogige Sandsteinbrücke mit Bezeichnung an Platte am oberen Rand | Wilschdorf (Karte)                | bezeichnet 1889 (Brücke)                                                                                         | Einbogige Sandsteinbrücke mit Bezeichnung an Platte am oberen Rand | 09275290 |
| Direkt Bild zu diesem Denkmal hochladen | Zwei Teichständer                                                  | Wilschdorf (Karte)                | 19. Jahrhundert (Teichständer)                                                                                   | technisches Denkmal | 09276360 |
| Direkt Bild zu diesem Denkmal hochladen | Zwei Steinkreuze                                                   | Wünschendorf (Karte)              | | spätmittelalterliche Gedenk- oder Sühnekreuze aus Sandstein, ortsgeschichtlich von Bedeutung | 09276993 |